# Canada
Canada (pronunție audioⓘ) este un stat situat în extremitatea nordică a continentului America de Nord. Cele zece provincii și trei teritorii ale sale se întind de la Oceanul Atlantic până la Oceanul Pacific și spre nord în Oceanul Arctic, făcând-o a doua țară ca mărime din lume ca suprafață totală, cu cea mai lungă coastă din lume. Granița sa cu Statele Unite ale Americii este cea mai lungă graniță terestră internațională din lume, având o lungime de 8891 de km. Țara este caracterizată de o gamă largă de regiuni meteorologice și geologice. Este puțin locuită, marea majoritate locuind la sud de paralela 55 în zonele urbane. Capitala Canadei este Ottawa și cele trei cele mai mari zone metropolitane ale sale sunt Toronto, Montreal și Vancouver.
Popoarele indigene au locuit continuu ceea ce este acum Canada de mii de ani. Începând cu secolul al XVI-lea, expedițiile britanice și franceze au explorat și mai târziu s-au stabilit de-a lungul coastei atlantice. Ca o consecință a diferitelor conflicte armate, Franța și-a cedat aproape toate coloniile din America de Nord în 1763. În 1867, odată cu unirea a trei colonii Britanice din America de Nord prin Confederație, Canada a fost formată ca un dominion federal a patru provincii. Aceasta a început o acumulare de provincii și teritorii și un proces de creștere a autonomiei față de Regatul Unit, evidențiat de Statutul de la Westminster, 1931, și care a culminat cu Canada Act 1982, care a rupt vestigiile dependenței legale de Parlamentul Regatului Unit. .
Canada este o democrație parlamentară și o monarhie constituțională în tradiția Westminster. Șeful guvernului țării este prim-ministrul, care deține funcția în virtutea capacității lor de a domina încrederea Camerei Comunelor alese și este „chemat” de guvernatorul general, reprezentând monarhul Canadei, șeful statului. Țara este un Tărâm Commonwealth și este oficial bilingv (engleză și franceză) în jurisdicția federală. Este foarte bine clasată în măsurătorile internaționale ale transparenței guvernamentale, calității vieții, competitivității economice, inovației, educației și egalității de gen. Este una dintre cele mai diverse națiuni etnice și multiculturale din lume, produsul imigrației pe scară largă. Relația lungă și complexă a Canadei cu Statele Unite a avut un impact semnificativ asupra istoriei, economiei și culturii sale.
O țară dezvoltată, Canada are unul dintre cele mai mari venituri nominale pe cap de locuitor la nivel global, iar economia sa avansată se situează printre cele mai mari din lume, bazându-se în principal pe resursele sale naturale abundente și pe rețelele comerciale internaționale bine dezvoltate. Canada este recunoscută ca o putere mijlocie pentru rolul său în afacerile internaționale, cu tendința de a urmări soluții multilaterale. Rolul de menținere a păcii al Canadei în timpul secolului al XX-lea a avut o influență semnificativă asupra imaginii sale globale. Canada face parte din mai multe instituții internaționale și interguvernamentale importante.
Populată la început în mod exclusiv de populație amerindiană și inuit, Canada a fost fondată sub forma unei uniuni de colonii britanice, unele dintre ele transformate din foste colonii franceze. Ca formă de organizare statală, Canada este o monarhie constituțională, și până în 1931, era considerat un dominion al Regatului Unit. Însă, Canada și-a obținut independența de Marea Britanie în mod pașnic, printr-un proces gradual început cu întemeierea Canadei în 1867 și definitivat în 1982, când Canada a obținut dreptul de a-și modifica propria constituție. Cele mai importante trei acte normative care au consolidat independența sunt:
- British North America Act (documentul ce ratifică independența Canadei), 1 iulie 1867;
- Statute of Westminster, 11 decembrie 1931 (recunoașterea suveranității parțiale a Statului canadian de Londra);
- Canada Act, 17 aprilie 1982 (suveranitate completă).

În prezent, Canada este un stat independent, care funcționează ca o democrație parlamentară și monarhie constituțională bine articulată, șef al statului fiind regele Charles al III-lea, al cărei reprezentant local este Guvernatorul General al Canadei. Șeful guvernului este primul ministru al Canadei, actualmente Justin Trudeau.
Canada se autodefinește ca fiind o națiune bilingvă și multiculturală. Engleza și franceza sunt, ambele, limbi oficiale. La începutul anilor 1970, Canada începe să adopte concepte de diversitate culturală și multiculturalism, concepte pe care mulți canadieni le consideră, astăzi, ca unele dintre principalele caracteristici ale țării.
Țară industrializată și avansată tehnologic, dar și de mare capacitate în agricultură după cum scrie Clara Spitzer în antologia fotografică „Imagini canadiene 1983,” Canada este un exportator net de energie datorită rezervelor considerabile de combustibili fosili și a generării de energie nucleară și hidroelectrică. Economia diversificată se bazează mult pe abundența resurselor naturale și a comerțului extern, în special cu Statele Unite, cu care Canada are o relație complexă și de lungă durată, relație care poate fi descrisă drept cel mai strâns și mai vast parteneriat comercial.

## Etimologie
În timp ce o varietate de teorii au fost propuse pentru originile etimologice ale numelui Canada, acum este acceptat că acesta provine din cuvântul „kanata” din limba irocheză a regiunii St. Lawrence, care înseamnă „sat” sau „așezare”. În 1535, locuitorii indigeni din regiunea actualului oraș Quebec au folosit acest cuvânt pentru a-l îndruma pe exploratorul francez Jacques Cartier către satul Stadacona. Cartier a folosit ulterior cuvântul Canada nu doar pentru a se referi la acel sat anume, ci la întreaga zonă aflată sub controlul lui Donnacona (șeful de la Stadacona); până în 1545, cărțile și hărțile europene începuseră să se refere la această mică regiune de-a lungul râului Saint Lawrence ca fiind Canada.
Din secolul al XVI-lea până la începutul secolului al XVIII-lea, „Canada” se referea la partea din Noua Franță care se afla de-a lungul râului Saint Lawrence. În 1791, zona a devenit două colonii britanice numite Upper Canada (Canada Superioară) și Lower Canada (Canada Inferioară). Aceste două colonii au fost numite colectiv „Canadele” până la unirea lor ca Provincia Britanică a Canadei în 1841.
La Confederația din 1867, Canada a fost adoptată ca denumire legală pentru noua țară la Conferința de la Londra, iar termenul „dominion” a fost conferit ca titlu al țării. Până în anii 1950, termenul „Dominionul Canadei” nu mai era folosit de Regatul Unit, care considera Canada drept un „regat al Commonwealth-ului”.
Actul Canada din 1982, care a adus Constituția Canadei complet sub control canadian, se referea doar la Canada. Mai târziu în același an, denumirea sărbătorii naționale a fost schimbată din „Ziua Dominionului” în „Ziua Canadei”.

## Istoria Canadei

### Popoarele indigene

O hartă a Canadei care arată procentul de identitate indigenă auto-raportată (Primele Națiuni, Inuit, Métis) în funcție de divizia de recensământ, conform recensământului canadian din 2021

Se presupune, în general, că primii locuitori ai Americii de Nord au migrat din Siberia prin intermediul podului terestru Bering și au ajuns aici acum cel puțin 14.000 de ani. Situri arheologice paleoindiene precum Old Crow Flats și Peșterile Bluefish sunt două dintre cele mai vechi locuri de locuire umană din Canada. Caracteristicile societăților indigene includeau așezări permanente, agricultură, ierarhii sociale complexe și rețele de comerț. Unele dintre aceste culturi se prăbușiseră deja până la sosirea exploratorilor europeni la sfârșitul secolului al XV-lea și începutul secolului al XVI-lea și au fost descoperite doar prin investigații arheologice. Popoarele indigene din Canada de astăzi includ Primii Națiuni,  Inuiții și Metisii, aceștia din urmă fiind de origine mixtă, provenind din mijlocul secolului al XVII-lea, când membri ai Primelor Națiuni s-au căsătorit cu coloniști europeni și ulterior și-au dezvoltat propria identitate.
Se estimează că populația indigenă la momentul primelor așezări europene era cuprinsă între 200.000 și două milioane, cu o cifră de 500.000 acceptată de Comisia Regală a Canadei pentru Popoarele Aborigene. Ca urmare a colonizării europene, populația indigenă a scăzut cu 40 până la 80% și mai multe Națiuni, precum Beothuk, au dispărut. Declina a fost atribuită mai multor cauze, inclusiv transferului bolilor europene, precum gripa, pojarul și variola, la care nu aveau imunitate naturală, conflictelor legate de comerțul cu blănuri, conflictelor cu autoritățile coloniale și coloniștii, precum și pierderii pământurilor indigene către coloniști și prăbușirii ulterioare a autosuficienței mai multor națiuni.
Deși nu au fost lipsite de conflicte, primele interacțiuni dintre canadienii europeni și populațiile de Primelor Națiuni și Inuit au fost relativ pașnice. Popoarele din Primii Națiuni și Metișii au jucat un rol crucial în dezvoltarea coloniilor europene din Canada, în special prin rolul lor de a asista europenii "coureurs des bois" și "voyageurs" în explorările lor pe continent în timpul comerțului cu blănuri din America de Nord. Aceste prime interacțiuni europene cu Primii Națiuni s-au transformat din prietenie și tratate de pace în deposedarea pământurilor indigene prin tratate. Începând cu sfârșitul secolului al XVIII-lea, canadienii europeni au forțat popoarele indigene să se asimileze într-o societate canadiană occidentală. Aceste încercări au atins apogeul la sfârșitul secolului al XIX-lea și începutul secolului al XX-lea, cu integrarea forțată prin școli internat finanțate de stat, segregarea în îngrijirea medicală și strămutarea. O perioadă de reparare a început odată cu formarea Comisiei pentru Adevăr și Reconciliere din Canada de către Guvernul Canadei în 2008. Aceasta a inclus recunoașterea genocidului cultural din trecut, acorduri de despăgubire și îmbunătățirea problemelor de discriminare rasială, cum ar fi abordarea situației femeilor indigene dispărute și asasinate.

### Colonizarea Europeană

Harta revendicărilor teritoriale din America de Nord până în 1750. Posesiunile Americii Britanice (roz), Franței Noi (albastru) și Spaniei Noi (portocalie); California, nord-vestul Pacificului și Great Basin nu sunt indicate.

Se crede că primul european documentat care a explorat coasta de est a Canadei a fost exploratorul nordic Leif Erickson. În jurul anului 1000 d.Hr., nordicii au construit o mică tabără de scurtă durată, care a fost ocupată sporadic timp de aproximativ 20 de ani, la L'Anse aux Meadows, în vârful nordic al Newfoundlandului. Nu a mai avut loc nicio altă explorare europeană până în 1497, când navigatorul John Cabot a explorat și revendicat coasta atlantică a Canadei în numele lui Henric al VII-lea al Angliei. În 1534, exploratorul francez Jacques Cartier a explorat Golful Saint Lawrence, unde, pe 24 iulie, a ridicat o cruce de 10 metri inscripționată cu cuvintele „trăiască regele Franței” și a luat în posesie teritoriul Noii Franțe în numele regelui Francisc I. La începutul secolului al XVI-lea, marinarii europeni cu tehnici de navigație dezvoltate de basci și portughezi au stabilit avanposturi sezoniere de vânătoare de balene și pescuit de-a lungul coastei Atlantice. În general, așezările timpurii din perioada Marii Descoperiri par să fi fost de scurtă durată din cauza unei combinații de factori precum clima aspră, problemele de navigație a rutelor comerciale și competiția cu alte așezări din Scandinavia.
În 1583, Sir Humphrey Gilbert, prin prerogativa regală a reginei Elisabeta I, a fondat St. John's, Newfoundland, ca primul avanpost sezonier englezesc din America de Nord. În 1600, francezii și-au stabilit primul post comercial sezonier la Tadoussac, de-a lungul râului Saint Lawrence. Exploratorul francez Samuel de Champlain a sosit în 1603 și a înființat primele așezări europene permanente pe tot parcursul anului la Port Royal (în 1605) și la Quebec City (în 1608). Printre coloniștii Noii Franțe, canadienii s-au stabilit extensiv în valea râului Saint Lawrence, iar acadienii s-au stabilit în regiunile maritime de astăzi, în timp ce negustorii de blănuri și misionarii catolici au explorat Marile Lacuri, Golful Hudson și bazinul Râului Mississippi până în Louisiana. Războaiele Castorului au izbucnit la mijlocul secolului al XVII-lea pentru controlul comerțului cu blănuri din America de Nord.
Englezii au stabilit așezări suplimentare în Newfoundland în 1610, împreună cu așezări în Cele Treisprezece Colonii la sud. O serie de patru războaie au izbucnit în America de Nord colonială între 1689 și 1763; ultimele războaie din această perioadă au constituit teatrul nord-american al Războiul de Șapte Ani. Nova Scoția continentală a intrat sub control britanic prin Tratatul de la Utrecht din 1713, iar Canada și cea mai mare parte a Noii Franțe au intrat sub control britanic în 1763, după Războiul de Șapte Ani.

### America de Nord britanică

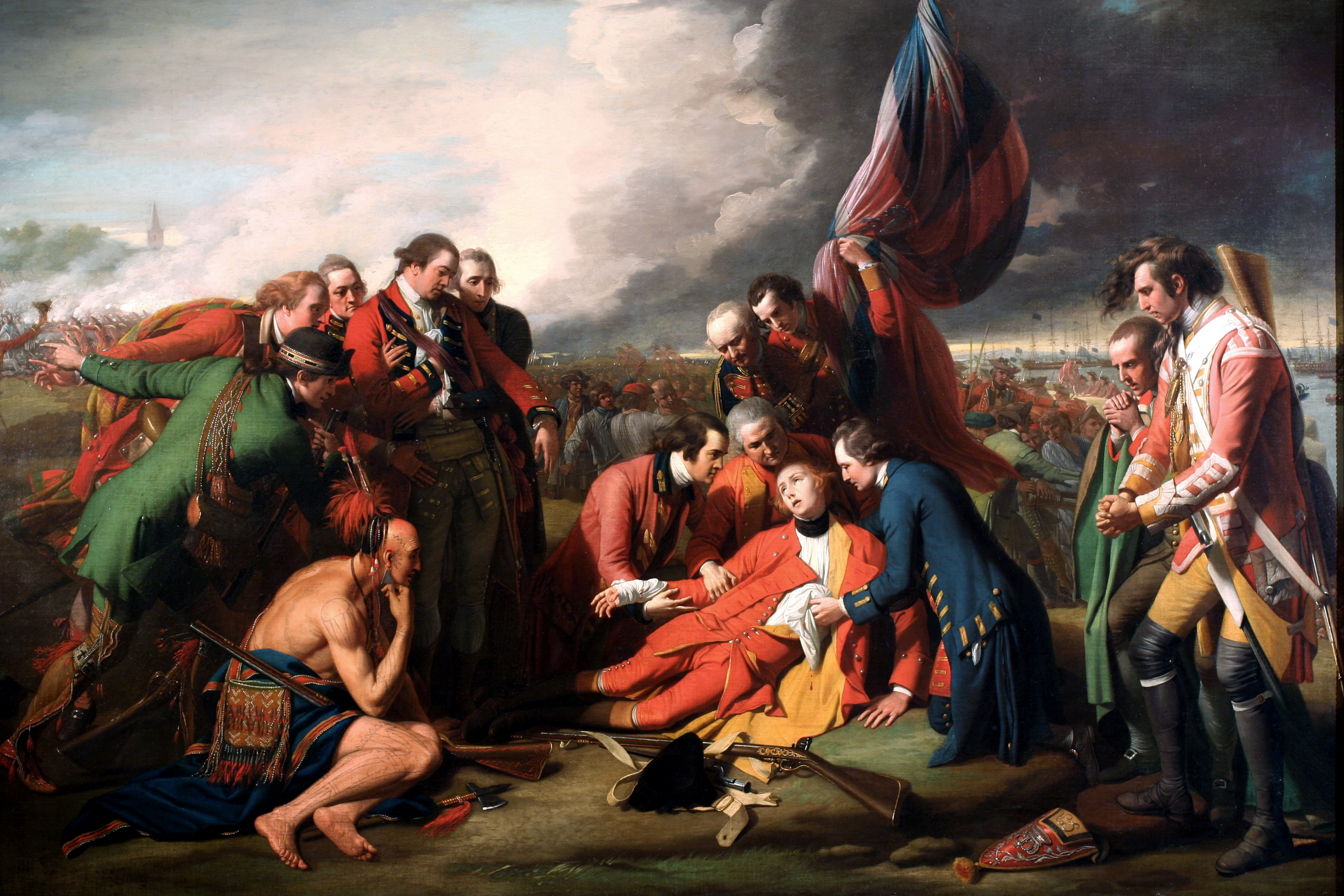
Moartea generalului Wolfe (1771) a lui Benjamin West dramatizează moartea lui James Wolfe în timpul bătăliei de la Câmpia lui Abraham din Quebec City.

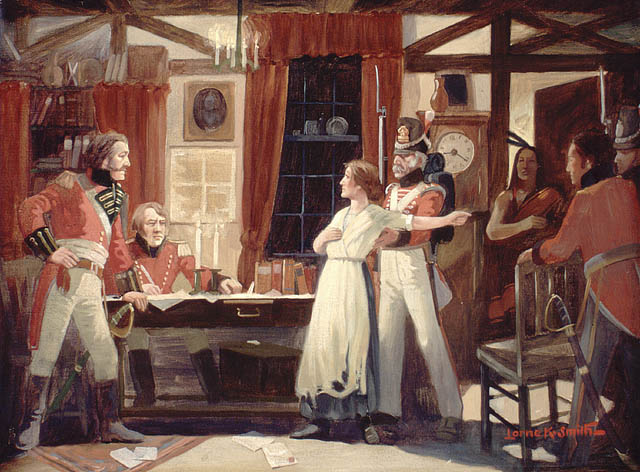
Eroina Războiului din 1812, Laura Secord, l-a avertizat pe comandantul britanic James FitzGibbon cu privire la un atac american iminent la Beaver Dams

Proclamația Regală din 1763 a stabilit drepturile tratatelor Primelor Națiuni, a creat Provincia Quebec din Noua Franță și a anexat Insula Cape Breton la Nova Scoția. Insula St. John (acum Insula Prince Edward) a devenit o colonie separată în 1769. Pentru a evita conflictele în Quebec, Parlamentul britanic a adoptat Actul Quebec din 1774, extinzând teritoriul Quebecului până la Marile Lacuri și Valea Ohio. Mai important, Actul Quebec a oferit Quebecului o autonomie specială și drepturi de autoadministrare într-o perioadă în care Cele Treisprezece Colonii deveneau tot mai agitate împotriva stăpânirii britanice. Actul a reintrodus limba franceză, credința catolică și dreptul civil francez, împiedicând astfel creșterea unei mișcări de independență, spre deosebire de Cele Treisprezece Colonii. Proclamația și Actul Quebec au înfuriat mulți locuitori ai Celor Treisprezece Colonii, alimentând și mai mult sentimentele antibritanice în anii premergători Revoluției Americane.
După succesul Războiului American de Independență, Tratatul de la Paris din 1783 a recunoscut independența nou-formatelor State Unite și a stabilit condițiile păcii, cedând teritoriile britanice din America de Nord aflate la sud de Marile Lacuri și la est de Râul Mississippi către noua țară. Războiul de independență american a cauzat, de asemenea, o migrație masivă a loialiștilor, coloniști care au luptat împotriva independenței americane. Mulți s-au mutat în Canada, în special în Atlanticul canadian, unde sosirea lor a schimbat distribuția demografică a teritoriilor existente. New Brunswick a fost separat din Nova Scoția ca parte a unei reorganizări a așezărilor loialiste în Maritimes, ceea ce a dus la încorporarea orașului Saint JohnS, New Brunswick, ca primul oraș al Canadei. Pentru a acomoda afluxul de loialiști vorbitori de limbă engleză în Canada Centrală, Actul Constituțional din 1791 a divizat provincia Canada în Canada Inferioară, vorbitoare de limbă franceză (mai târziu Quebec), și Canada Superioară, vorbitoare de limbă engleză (mai târziu Ontario), acordând fiecărei părți propria adunare legislativă aleasă. Canadele au fost principalul front în Războiul din 1812 între Statele Unite și Regatul Unit. Pacea a fost stabilită în 1815, fără nicio schimbare a granițelor. Imigrația a fost reluată la un nivel mai ridicat, cu peste 960.000 de sosiri din Marea Britanie între 1815 și 1850. Noii veniți au inclus refugiați care au fugit de Marea Foamete Irlandeză, precum și scoțieni vorbitori de galică, strămutați de „Highland Clearances”. Bolile infecțioase au ucis între 25 și 33% dintre europenii care au imigrat în Canada înainte de 1891.
Dorința pentru un guvern responsabil a dus la Rebeliunile eșuate din 1837. Raportul Durham a recomandat ulterior un guvern responsabil și asimilarea canadienilor francezi în cultura engleză. Actul de Uniune din 1840 a fuzionat Canadele într-o singură Provincie unită a Canadei, iar guvernul responsabil a fost stabilit pentru toate provinciile Americii de Nord Britanice, la est de Lacul Superior, până în 1855. Semnarea Tratatului Oregonului de către Marea Britanie și Statele Unite în 1846 a pus capăt disputei de frontieră din Oregon, extinzând granița spre vest de-a lungul paralelei 49. Acest lucru a deschis calea pentru coloniile britanice de pe Insula Vancouver (1849) și în Columbia Britanică (1858). Tratatul anglo-rus de la Sankt Petersburg (1825) a stabilit granița de-a lungul coastei Pacificului, dar, chiar și după achiziționarea Alaskăi de către SUA în 1867, au continuat disputele privind delimitarea exactă a graniței Alaska-Yukon și Alaska-BC.

### Confederație și expansiune

Hartă animată care arată creșterea și schimbarea provinciilor și teritoriilor Canadei de la Confederație din 1867

În urma a trei conferințe constituționale, Actul Americii de Nord Britanice din 1867 a proclamat oficial Confederația Canadiană pe 1 iulie 1867, inițial cu patru provincii: Ontario, Quebec, Nova Scoția și New Brunswick. Canada a preluat controlul asupra Teritoriului Rupert și Teritoriului de Nord-Vest pentru a forma Teritoriile de Nord-Vest, unde nemulțumirile metișilor au declanșat Rebeliunea de la Red River și crearea provinciei Manitoba în iulie 1870. Columbia Britanică și Insula Vancouver (care fuseseră unite în 1866) s-au alăturat confederației în 1871, pe baza promisiunii construirii unei căi ferate transcontinentale care să ajungă până la Victoria, în provincia respectivă, în termen de 10 ani, în timp ce Insula Prince Edward s-a alăturat în 1873. În 1898, în timpul Goanei după Aur din Klondike, în Teritoriile de Nord-Vest, Parlamentul a creat Teritoriul Yukon. Albertași Saskatchewanau devenit provincii în 1905. Între 1871 și 1896, aproape un sfert din populația Canadei a emigrat spre sud, în SUA.
Pentru a deschide Vestul și a încuraja imigrația europeană, Guvernul Canadei a sponsorizat construcția a trei căi ferate transcontinentale (inclusiv Calea Ferată Canadiană Pacific), a adoptat Legea Terenurilor Dominionului pentru a reglementa așezările și a înființat Poliția Montană a Nord-Vestului pentru a impune autoritatea asupra teritoriului. Această perioadă de expansiune spre vest și de construire a națiunii a dus la strămutarea multor popoare indigene din Preriile Canadiene în „rezervații indiene”, deschizând calea pentru așezările blocurilor etnice europene. Aceasta a cauzat prăbușirea turmelor de bizoni din vestul Canadei și introducerea fermelor europene de bovine și a câmpurilor de grâu care au dominat terenurile. Popoarele indigene au suferit foamete și boli răspândite din cauza pierderii bizonilor și a terenurilor lor tradiționale de vânătoare. Guvernul federal a oferit ajutor de urgență, cu condiția ca popoarele indigene să se mute în rezervații. În această perioadă, Canada a introdus Legea Indiană, extinzându-și controlul asupra Primelor Națiuni în domenii precum educația, guvernarea și drepturile juridice.

### Începutul secolului al XX-lea
Deoarece Marea Britanie încă menținea controlul asupra afacerilor externe ale Canadei în conformitate cu Actul Americii de Nord Britanice din 1867, declarația sa de război din 1914 a adus automat Canada în Primul Război Mondial. Voluntarii trimiși pe Frontul de Vest au devenit ulterior parte a Corpului Canadian, care a jucat un rol substanțial în Bătălia de la Vimy Ridge și în alte angajamente majore ale războiului. Criza recrutării din 1917 a izbucnit atunci când propunerea Cabinetului Unionist de a suplimenta numărul tot mai mic de membri activi ai armatei prin recrutare obligatorie a fost întâmpinată cu obiecții vehemente din partea vorbitorilor de limbă franceză din Quebec. Legea Serviciului Militar a introdus serviciul militar obligatoriu, dar, împreună cu disputele privind școlile de limbă franceză din afara Quebecului, a alienat profund canadienii francofoni și a divizat temporar Partidul Liberal. În 1919, Canada s-a alăturat Ligii Națiunilor independent de Marea Britanie, iar Statutul de la Westminster, 1931 a confirmat independența Canadei.
Marea Depresiune din Canada, de la începutul anilor 1930, a dus la o recesiune economică, provocând dificultăți în întreaga țară. În răspuns la criză, Federația Cooperativă Commonwealth (CCF) din Saskatchewan a introdus multe elemente ale unui stat al bunăstării (așa cum au fost inițiate de Tommy Douglas) în anii 1940 și 1950. La sfatul prim-ministrului William Lyon Mackenzie King, războiul cu Germania a fost declarat efectiv pe 10 septembrie 1939 de către Regele George al VI-lea, la șapte zile după Regatul Unit. Această întârziere a subliniat independența Canadei.
Primele unități ale Armatei Canadiene au sosit în Marea Britanie în decembrie 1939. În total, peste un milion de canadieni au servit în forțele armate în timpul celui de-al Doilea Război Mondial. Trupele canadiene au jucat roluri importante în multe bătălii cheie ale războiului, inclusiv în raidul eșuat de la Dieppe din 1942, invazia aliată a Italiei, debarcările din Normandia, Bătălia din Normandia și Bătălia de la Scheldt din 1944. Canada a oferit azil monarhiei olandeze în timp ce acea țară era ocupată și este recunoscută de către Țările de Jos pentru contribuțiile majore la eliberarea sa de sub Germania Nazistă.
Economia Canadei a prosperat în timpul războiului, pe măsură ce industriile sale au fabricat echipamente militare pentru Canada, Marea Britanie, China și Uniunea Sovietică. În ciuda unei alte crize a recrutării în Quebec în 1944, Canada a terminat războiul cu o armată numeroasă și o economie puternică.

### Perioada contemporană
Criza financiară din timpul Marii Depresiuni a determinat Dominionul Newfoundland să renunțe la guvernul responsabil în 1934 și să devină o colonie a Coroanei, guvernată de un guvernator britanic. După două referendumuri, locuitorii din Newfoundland au votat pentru a se alătura Canadei în 1949 ca provincie.
Creșterea economică a Canadei de după război, combinată cu politicile guvernelor liberale succesive, a dus la apariția unei noi identități canadiene, marcată de adoptarea steagului cu frunza de arțar în 1965, implementarea bilingvismului oficial (engleză și franceză) în 1969 și instituirea multiculturalismului oficial în 1971. Au fost, de asemenea, instituite programe social-democrate, precum Medicare, Planul de Pensii al Canadei și Împrumuturile pentru Studenți din Canada; cu toate acestea, guvernele provinciale, în special cele din Québec și Alberta, s-au opus multora dintre acestea, considerându-le intruziuni în jurisdicțiile lor.
În cele din urmă, o altă serie de conferințe constituționale a dus la adoptarea Legii Canadei din 1982, care a adus Constituția Canadei sub controlul său de la Regatul Unit, concomitent cu crearea Cartei Canadiene a Drepturilor și Libertăților. Canada și-a stabilit astfel suveranitatea completă ca țară independentă sub propria sa monarhie. În 1999, Nunavut a devenit al treilea teritoriu al Canadei după o serie de negocieri cu guvernul federal.
În același timp, Quebec a trecut prin schimbări sociale și economice profunde prin Revoluția Pașnică din anii 1960, care a dat naștere unei mișcări naționaliste seculare. Frontul de Eliberare a Quebecului (FLQ), un grup radical, a declanșat Criza din Octombrie cu o serie de bombardamente și răpiri în 1970, iar Partidul Quebechezilor (Parti Québécois), de orientare suveranistă, a fost ales în 1976, organizând un referendum nereușit privind suveranitatea-asociere în 1980. Încercările de a acomoda naționalismul din Quebec printr-o soluție constituțională, precum Acordul de la Meech Lake, au eșuat în 1990. Acest eșec a dus la formarea Blocului Quebechezilor în Quebec și la revigorarea Partidului Reformist din Canada în Vest. Un al doilea referendum a urmat în 1995, în care suveranitatea a fost respinsă cu o marjă mai mică de 50,6% la 49,4%. În 1997, Curtea Supremă a decis că secesiunea unilaterală a unei provincii ar fi neconstituțională, iar Legea Clarității a fost adoptată de Parlament, stabilind termenii unei eventuale despărțiri negociate de Confederație.
Pe lângă problema suveranității Quebecului, o serie de crize au zguduit societatea canadiană la sfârșitul anilor 1980 și începutul anilor 1990. Acestea au inclus explozia zborului Air India 182 în 1985, cel mai mare masacru din istoria Canadei;Masacrul de la École Polytechnique din 1989, un atac armat într-o universitate care a vizat studentele; și Criza de la Oka din 1990, prima dintre mai multe confruntări violente între guvernele provinciale și grupurile indigene. Canada s-a alăturat Războiului din Golf în 1990 și a fost activă în mai multe misiuni de menținere a păcii în anii 1990, inclusiv în operațiuni din Balcani în timpul și după Războaiele Iugoslave și în Somalia, ceea ce a fost descris ca "cea mai întunecată perioadă din istoria militară a Canadei". Canada a trimis trupe în Afganistan în 2001, înregistrând cel mai mare număr de decese ale canadienilor într-o singură misiune militară de la Războiul din Coreea de la începutul anilor 1950.
În 2011, forțele canadiene au participat la intervenția condusă de NATO în Războiul Civil Libian  și s-au implicat în lupta împotriva insurgenței Statului Islamic în Irak la mijlocul anilor 2010. Țara și-a sărbătorit sesquicentennialul (150 de ani) în 2017, cu trei ani înainte ca pandemia de COVID-19 în Canada să înceapă pe 27 ianuarie 2020, provocând perturbări sociale și economice pe scară largă. În 2021, mormintele posibile a sute de indigeni au fost descoperite lângă fostele locații ale școlilor rezidențiale indiene din Canada. Administrate de diverse biserici creștine și finanțate de guvernul canadian între 1828 și 1997, aceste internate au încercat să asimileze copiii indigeni în cultura euro-canadiană.

## Geografie
După suprafața totală (inclusiv apele sale), Canada este a doua cea mai mare țară din lume, după Rusia. După suprafața terestră, Canada se situează pe locul al patrulea, datorită faptului că deține cea mai mare suprafață de lacuri cu apă dulce din lume. Extinzându-se de la Oceanul Atlantic în est, de-a lungul Oceanului Arctic la nord și până la Oceanul Pacific în vest, țara cuprinde 9.984.670 km² de teritoriu. Canada are, de asemenea, un teren maritim vast, cu cea mai lungă linie de coastă din lume, de 243.042 kilometri.
Pe lângă faptul că împarte cea mai lungă frontieră terestră din lume cu Statele Unite—care se întinde pe 8.891 km—Canada are o frontieră terestră cu Groenlanda (și, prin urmare, cu Regatul Danemarcei) la nord-est, pe Insula Hans, și o frontieră maritimă cu colectivitatea de peste mări franceză Saint Pierre și Miquelon, situată la sud-est. Canada găzduiește și cea mai nordică așezare din lume, Stația Alert a Forțelor Canadiene, situată în vârful nordic al Insulei Ellesmere—la latitudinea de 82,5°N—care se află la 817 kilometri de Polul Nord.
Canada poate fi împărțită în șapte regiuni fiziografice: Scutul Canadian, câmpiile interioare, Depresiunile Marilor Lacuri și râului St. Lawrence, Regiunea Appalachiană, Cordiliera de Vest, Depresiunile Golfului Hudson și Arhipelagul Arctic Canadian. Pădurile boreale predomină în întreaga țară, gheața este proeminentă în regiunile arctice din nord și în Munții Stâncoși, iar Câmpiile Canadiene relativ plate din sud-vest favorizează agricultura productivă. Marile Lacuri alimentează râul St. Lawrence (în sud-est), unde depresiunile găzduiesc o mare parte din producția economică a Canadei. Canada are peste 2.000.000 de lacuri—563 dintre ele având o suprafață mai mare de 100 km²—conținând o mare parte din apa dulce a lumii. De asemenea, există ghețari de apă dulce în Munții Stâncoși Canadieni, în Munții Coastali și în Cordiliera Arctică. Canada este geologic activă, având multe cutremure și vulcani potențial activi.

### Climat
Temperaturile medii maxime de iarnă și vară din Canada variază de la o regiune la alta. Iernile pot fi aspre în multe părți ale țării, în special în provinciile din interior și din Prerii, care experimentează un climat continental, unde temperaturile medii zilnice sunt în jur de −15 °C, dar pot scădea sub −40 °C, cu vânturi reci severe. În regiunile non-costiere, zăpada poate acoperi solul aproape șase luni pe an, în timp ce în unele părți din nord, zăpada poate persista pe tot parcursul anului. Coasta britanică din Columbia Britanică are un climat temperat, cu ierni blânde și ploioase. Pe coastele de est și de vest, temperaturile medii maxime sunt, în general, în jurul valorii de 20 °C, în timp ce între coaste, temperatura medie maximă de vară variază între 25 și 30 °C, cu temperaturi în unele locații din interior depășind ocazional 40 °C.
O mare parte din nordul Canadei este acoperită de gheață și permafrost. Viitorul permafrostului este incert, deoarece regiunea arctică se încălzește de trei ori mai rapid decât media globală, ca rezultat al schimbărilor climatice din Canada. Temperatura medie anuală a Canadei la sol a crescut cu 1,7 °C, cu schimbări variind de la 1,1 la 2,3 °C în diferite regiuni, din 1948. Rata de încălzire a fost mai mare în nord și în Prerii. În regiunile sudice ale Canadei, poluarea aerului provenită atât din Canada, cât și din Statele Unite—cauzată de topirea metalelor, arderea cărbunelui pentru energie și emisiile vehiculelor—a dus la ploi acide, care au afectat grav căile navigabile, creșterea pădurilor și productivitatea agricolă. Canada este unul dintre cei mai mari emițători de gaze cu efect de seră la nivel global, cu emisiile crescând cu 16,5 procente între 1990 și 2022.

### Biodiversitate
Canada este împărțită în 15 ecozone terestre și cinci ecozone marine. Aceste ecozone cuprind peste 80.000 de specii clasificate de faună și floră canadiene, cu un număr egal de specii care urmează să fie recunoscute oficial sau descoperite. Deși Canada are un procent scăzut de specii endemice comparativ cu alte țări, din cauza activităților umane, a speciilor invazive și a problemelor de mediu din țară, în prezent există peste 800 de specii care riscă să fie pierdute. Aproximativ 65 la sută din speciile rezidente din Canada sunt considerate „sigure”. Peste jumătate din peisajul Canadei este intact și relativ lipsit de dezvoltare umană. Pădurea boreală din Canada este considerată a fi cea mai mare pădure intactă de pe Pământ, cu aproximativ 3.000.000 km² neafectată de drumuri, orașe sau industrie. De la sfârșitul ultimei perioade glaciare, Canada a fost compusă din opt regiuni forestiere distincte, cu 42 la sută din suprafața sa acoperită de păduri (aproximativ 8 la sută din terenul forestier al lumii).
Aproximativ 12,1 la sută din suprafața terestră și de apă dulce a națiunii sunt zone de conservare, inclusiv 11,4 la sută desemnate ca arii protejate. Aproximativ 13,8 la sută din apele sale teritoriale sunt conservate, inclusiv 8,9 la sută desemnate ca arii protejate. Primul parc național al Canadei, Parcul Național Banff, înființat în 1885, se întinde pe 6.641 de kilometri pătrați. Cel mai vechi parc provincial din Canada, Parcul Provincial Algonquin, înființat în 1893, acoperă o suprafață de 7.653,45 kilometri pătrați. Zona Națională de Conservare Marină a Lacului Superior este cea mai mare zonă protejată de apă dulce din lume, întinzându-se pe aproximativ 10.000 de kilometri pătrați. Cea mai mare regiune națională de faună sălbatică din Canada este Scott Islands Marine National Wildlife Area, care se întinde pe 11.570,65 kilometri pătrați.

## Guvern și Politică
Canada este descrisă ca o "democrație deplină", având o tradiție de liberalism și o ideologie politică egalitară și moderată. Un accent pus pe justiția socială a fost un element distinctiv al culturii politice canadiene. Pace, ordine și bună guvernare, alături de un drept implicit la libertăți, sunt principii fundamentale ale guvernului canadian.
La nivel federal, Canada a fost dominată de două partide relativ centriste care practică „politica de intermediere”: Partidul Liberal din Canada, cu orientare centru-stânga, și Partidul Conservator din Canada (sau predecesorii săi), cu orientare centru-dreapta. Liberalii, predominant pe scena istorică, se poziționează în centrul spectrului politic. Cinci partide au avut reprezentanți aleși în Parlament la alegerile din 2021: liberalii, care au format un guvern minoritar; conservatorii, care au devenit opoziția oficială; Partidul Nou Democrat (ocupând poziția de stânga); Blocul Québécois și Partidul Verde Canada. Politica de extremă dreaptă și extremă stângă nu a fost niciodată o forță proeminentă în societatea canadiană.
Canada are un sistem parlamentar în contextul unei monarhii constituționale—Monarhia Canadei fiind fundamentul ramurilor executive, legislative și judiciare. Monarhul actual este, de asemenea, monarh al altor 14 țări suverane din Commonwealth și al celor 10 provincii ale Canadei. Monarhul numește un reprezentant, guvernatorul general, la sfatul prim-ministrului, pentru a îndeplini majoritatea atribuțiilor regale ceremoniale.
Monarhia este sursa suveranității și autorității în Canada. Cu toate acestea, deși guvernatorul general sau monarhul își pot exercita puterea fără consultarea miniștrilor în situații de criză rare, utilizarea puterilor executive (sau a prerogativelor regale) este în general direcționată de Cabinet, un comitet de miniștri ai Coroanei responsabili în fața Camerei Comunelor alese și ales și condus de prim-ministru, șeful guvernului. Pentru a asigura stabilitatea guvernului, guvernatorul general va numi de obicei ca prim-ministru persoana care este liderul actual al partidului politic ce poate obține încrederea majorității membrilor din Cameră. Biroul Prim-ministrului (PMO) este una dintre cele mai puternice instituții guvernamentale, inițiind majoritatea legislației pentru aprobare parlamentară și selectând pentru numire de către Coroană guvernatorul general, locotenenții guvernatori, senatorii, judecătorii curților federale și conducătorii corporațiilor Coroanei și ai agențiilor guvernamentale. Liderul partidului cu al doilea cel mai mare număr de locuri devine de obicei liderul Opoziției Oficiale și face parte dintr-un sistem parlamentar adversar, conceput pentru a menține guvernul sub control.
Parlamentul Canadei adoptă toate legile federale. Acesta este compus din monarh, Camera Comunelor și Senat. Deși Canada a moștenit conceptul britanic de supremație parlamentară, acesta a fost în mare parte înlocuit ulterior prin Legea Constituției din 1982 de noțiunea americană de supremație a legii.
Fiecare dintre cei 338 de membri ai Parlamentului din Camera Comunelor este ales printr-o pluralitate simplă într-un district electoral sau circumscripție. Legea Constituției din 1982 cere ca să nu treacă mai mult de cinci ani între alegeri, deși Legea Alegerilor din Canada limitează acest termen la patru ani, cu o dată de alegeri "fixă" în octombrie; alegerile generale trebuie totuși convocate de guvernatorul general și pot fi declanșate fie la sfatul prim-ministrului, fie în urma unui vot de neîncredere în Cameră. Cei 105 membri ai Senatului, ale căror locuri sunt repartizate pe bază regională, își servesc mandatul până la vârsta de 75 de ani.
Federalismul canadian împarte responsabilitățile guvernamentale între guvernul federal și cele 10 provincii. Legislaturile provinciale sunt unicamerale și funcționează într-un mod parlamentar similar cu Camera Comunelor. Cele trei teritorii ale Canadei au, de asemenea, legislaturi, dar acestea nu sunt suverane, au mai puține responsabilități constituționale decât provinciile și diferă structural de omoloagele lor provinciale.

### Lege
Constituția Canadei este legea supremă a țării și constă din text scris și convenții nescrise. Legea Constituției din 1867 (cunoscută sub numele deActul de America de Nord Britanic, 1867, înainte de 1982) a confirmat guvernarea bazată pe precedentul parlamentar și a împărțit puterile între guvernul federal și guvernele provinciale. Statutul de la Westminster din 1931 a acordat Canadei autonomie deplină, iar Legea Constituției din 1982 a încheiat toate legăturile legislative cu Marea Britanie, adăugând, de asemenea, o formulă de modificare a Constituției și Carta Canadiană a Drepturilor și Libertăților. Carta garantează drepturi și libertăți de bază care, de obicei, nu pot fi anulate de niciun guvern; o clauză derogatorie permite Parlamentului și legislaturilor provinciale să anuleze anumite secțiuni ale Cartei pentru o perioadă de cinci ani.
Sistemul judiciar al Canadei interpretează legile și are puterea de a anula actele Parlamentului care încalcă constituția. Curtea Supremă a Canadei este cea mai înaltă instanță, arbitru final, și este condusă din 2017 de Richard Wagner, judecătorul-șef al Canadei. Guvernatorul general numește cei nouă membri ai curții la recomandarea prim-ministrului și a ministrului justiției. Cabinetul federal numește, de asemenea, judecători pentru curțile superioare din jurisdicțiile provinciale și teritoriale.
Dreptul comun prevalează peste tot, cu excepția Quebecului, unde predomină dreptul civil. Dreptul penal este responsabilitatea exclusivă a guvernului federal și este uniform în toată Canada. Aplicarea legii, inclusiv instanțele penale, este oficial o responsabilitate provincială, gestionată de forțele de poliție provinciale și municipale. În majoritatea zonelor rurale și în unele zone urbane, responsabilitățile de poliție sunt atribuite prin contract Poliției Regale Canadiene Montate.
Dreptul indigen canadian oferă anumite drepturi recunoscute constituțional la pământ și practici tradiționale pentru grupurile indigene din Canada. Diverse tratate și precedente juridice au fost stabilite pentru a media relațiile dintre europeni și multe popoare indigene. Rolul dreptului indigen și drepturile pe care le susține au fost reafirmate prin secțiunea 35 a Legii Constituției din 1982. Aceste drepturi pot include furnizarea de servicii, cum ar fi asistența medicală prin Politica de Transfer al Sănătății Indiene, și scutirea de la impozitare.

### Provincii și Teritorii
Canada este alcătuită din zece provincii și trei teritorii. Provinciile au un grad crescut de autonomie față de guvernul federal, în timp ce teritoriile sunt controlate mai îndeaproape de acesta.
Guvernele provinciale sunt responsabile pentru multe dintre programele sociale canadiene (precum sistemul medical, învățământul și asistența socială) și colectează venituri fiscale totale mai mari decât cele ale guvernului federal - o caracteristică aproape unică între federațiile lumii. În anumite provincii cetățenii canadieni pot vota prin internet la alegerile locale. Guvernul federal poate iniția programe naționale, din care provinciile pot opta să fie excluse. În realitate, astfel de autoexcluderi sunt rare. Guvernul federal face plăți de egalizare pentru a asigura standarde de deservire și impozitare relativ uniforme între provinciile bogate și sărace.
Toate provinciile au legislaturi unicamerale, alese democratic și guverne conduse de cîte un premier, selectat în aceeași manieră ca și Prim-ministrul Canadei. Fiecare provincie are câte un Locotenent-Guvernator, numit de Prim-ministrul Canadei, care reprezintă Regina la nivel provincial în același fel în care Guvernatorul General reprezintă coroana la nivel federal. Provinciile și teritoriile Canadei sunt:
| \| Steag \| Provincie \| Capitală \| Anul intrării în Confederație \| Fus orar (UTC) \| Regiune (împărțire în Senat - denumire comună - jumătate \| Regiune (împărțire în Senat - denumire comună - jumătate \| Regiune (împărțire în Senat - denumire comună - jumătate \| \| ----------- \| ------------------------------------------------- \| ------------- \| ----------------------------- \| -------------------------------------------------------------- \| -------------------------------------------------------- \| -------------------------------------------------------- \| -------------------------------------------------------- \| \| \| British Columbia (Columbia Britanică) \| Victoria \| 1871 \| -8 (Pacific), -7 (Mountain) \| Vestică \| Pacifică \| Vestică \| \| \| Alberta \| Edmonton \| 1905 \| -7 (Mountain) \| Vestică \| Prerii \| Vestică \| \| \| Saskatchewan \| Regina \| 1905 \| -7 (Mountain), -6 (Central) \| Vestică \| Prerii \| Vestică \| \| \| Manitoba \| Winnipeg \| 1870 \| -6 (Central) \| Vestică \| Prerii \| Vestică \| \| \| Ontario \| Toronto \| 1867 \| -6 (Central), -5 (Eastern) \| Ontario \| Centrală \| Estică \| \| \| Québec \| Orașul Québec \| 1867 \| -5 (Eastern) -4 (Atlantic) \| Québec \| Centrală \| Estică \| \| \| New Brunswick (Noul Brunswick) \| Fredericton \| 1867 \| -4 (Atlantic) \| Maritimă \| Atlantică \| Estică \| \| align="left \| Nova Scotia (Noua Scoție) \| Halifax \| 1867 \| -4 (Atlantic) \| Maritimă \| Atlantică \| Estică \| \| \| Prince Edward Island (Insula Prințului Eduard) \| Charlottetown \| 1873 \| -4 (Atlantic) \| Maritimă \| Atlantică \| Estică \| \| \| Newfoundland and Labrador (Terranova și Labrador) \| St. John's \| 1949 \| -4 (Atlantic), -3.5 (Newfoundland)\\|\\|Newfoundland și Labrador \| \| Atlantică \| Estică \| \| Steag \| Teritoriu \| Capitală \| Anul intrării în Confederație \| Fus orar (UTC) \| Regiune (împărțire în Senat - denumire comună) \| Regiune (împărțire în Senat - denumire comună) \| \| \| \| Yukon \| Whitehorse \| 1898 \| -8 \| Nordică \| Arctică \| \| \| \| Northwest Territories (Teritoriile de Nordvest) \| Yellowknife \| 1870 \| -7 \| Nordică \| Arctică \| \| \| \| Nunavut \| Iqaluit \| 1999 \| -7, -6, -5, \| Nordică \| Arctică \| \| |                                                   |               |                               |                                                                |                                                          |                                                          |                                                          |
| Steag | Provincie                                         | Capitală      | Anul intrării în Confederație | Fus orar (UTC)                                                 | Regiune (împărțire în Senat - denumire comună - jumătate | Regiune (împărțire în Senat - denumire comună - jumătate | Regiune (împărțire în Senat - denumire comună - jumătate |
| | British Columbia (Columbia Britanică)             | Victoria      | 1871                          | -8 (Pacific), -7 (Mountain)                                    | Vestică                                                  | Pacifică                                                 | Vestică                                                  |
| | Alberta                                           | Edmonton      | 1905                          | -7 (Mountain)                                                  | Vestică                                                  | Prerii                                                   | Vestică                                                  |
| | Saskatchewan                                      | Regina        | 1905                          | -7 (Mountain), -6 (Central)                                    | Vestică                                                  | Prerii                                                   | Vestică                                                  |
| | Manitoba                                          | Winnipeg      | 1870                          | -6 (Central)                                                   | Vestică                                                  | Prerii                                                   | Vestică                                                  |
| | Ontario                                           | Toronto       | 1867                          | -6 (Central), -5 (Eastern)                                     | Ontario                                                  | Centrală                                                 | Estică                                                   |
| | Québec                                            | Orașul Québec | 1867                          | -5 (Eastern) -4 (Atlantic)                                     | Québec                                                   | Centrală                                                 | Estică                                                   |
| | New Brunswick (Noul Brunswick)                    | Fredericton   | 1867                          | -4 (Atlantic)                                                  | Maritimă                                                 | Atlantică                                                | Estică                                                   |
| align="left | Nova Scotia (Noua Scoție)                         | Halifax       | 1867                          | -4 (Atlantic)                                                  | Maritimă                                                 | Atlantică                                                | Estică                                                   |
| | Prince Edward Island (Insula Prințului Eduard)    | Charlottetown | 1873                          | -4 (Atlantic)                                                  | Maritimă                                                 | Atlantică                                                | Estică                                                   |
| | Newfoundland and Labrador (Terranova și Labrador) | St. John's    | 1949                          | -4 (Atlantic), -3.5 (Newfoundland)\|\|Newfoundland și Labrador |                                                          | Atlantică                                                | Estică                                                   |
| Steag | Teritoriu                                         | Capitală      | Anul intrării în Confederație | Fus orar (UTC)                                                 | Regiune (împărțire în Senat - denumire comună)           | Regiune (împărțire în Senat - denumire comună)           |                                                          |
| | Yukon                                             | Whitehorse    | 1898                          | -8                                                             | Nordică                                                  | Arctică                                                  |                                                          |
| | Northwest Territories (Teritoriile de Nordvest)   | Yellowknife   | 1870                          | -7                                                             | Nordică                                                  | Arctică                                                  |                                                          |
| | Nunavut                                           | Iqaluit       | 1999                          | -7, -6, -5,                                                    | Nordică                                                  | Arctică                                                  |                                                          |

### Relații Internaționale
Canada este recunoscută ca o putere mijlocie pentru rolul său în afacerile globale, având tendința de a promova soluții multilaterale și internaționale. Canada este cunoscută pentru angajamentul său față de pacea și securitatea internațională, precum și pentru rolul de mediator în conflicte și pentru acordarea de ajutor țărilor în curs de dezvoltare, reprezentând 0,37 la sută din venitul național brut (VNB).
Canada și Statele Unite au o relație lungă și complexă; ele sunt aliați apropiați, cooperând regulat în campanii militare și eforturi umanitare. Canada menține, de asemenea, legături istorice și tradiționale cu Regatul Unit și Franța, precum și cu fostele colonii ale ambelor țări, prin apartenența sa la Commonwealth-ul Națiunilor și la Organizația Internațională a Francofoniei. Canada este remarcată pentru relația sa pozitivă cu Țările de Jos, datorită, în parte, contribuției sale la eliberarea olandeză în timpul celui de-al Doilea Război Mondial. Canada are birouri diplomatice și consulare în peste 270 de locații din aproximativ 180 de țări străine.
Canada este membră a diferitelor organizații și forumuri internaționale. A fost membru fondator al Organizației Națiunilor Unite în 1945 și a format Comandamentul Nord-American de Apărare Aerospațială împreună cu Statele Unite în 1958. Țara este membră a Organizației Mondiale a Comerțului, a grupului „Five Eyes”, a G7 și a Organizației pentru Cooperare și Dezvoltare Economică (OCDE). Canada a fost membru fondator al Forumului Cooperării Economice Asia-Pacific (APEC) în 1989 și a aderat la Organizația Statelor Americane (OAS) în 1990. Canada a ratificat Declarația Universală a Drepturilor Omului în 1948 și șapte convenții și pacte principale ale drepturilor omului ale ONU de atunci.

### Armata
Pe lângă numeroasele obligații interne, peste 3.000 de membri ai Forțelor Armate Canadiene (CAF) sunt desfășurați în diverse operațiuni militare externe. Forțele unificate ale Canadei cuprind Marina Regală Canadiană, Armata Canadiană și Forțele Aeriene Regale Canadiene. Națiunea are o forță profesională și voluntară de aproximativ 68.000 de militari activi și 27.000 de rezerviști—număr care va crește la 71.500 și respectiv 30.000 sub programul „Puternic, Sigur, Angajat”—cu o subcomponentă de aproximativ 5.000 de Rangeri Canadezi. În 2022, cheltuielile militare ale Canadei au totalizat aproximativ 26,9 miliarde de dolari, sau aproximativ 1,2 la sută din produsul intern brut (PIB) al țării—plasând-o pe locul 14 în lume după cheltuielile militare pe țară.
Rolul Canadei în dezvoltarea menținerii păcii și participarea sa la inițiative majore de menținere a păcii în secolul al XX-lea au jucat un rol major în imaginea sa pozitivă pe plan global. Menținerea păcii este adânc înrădăcinată în cultura canadiană și este o caracteristică distinctivă pe care canadienii o consideră un element care diferențiază politica lor externă de cea a Statelor Unite. Canada a fost mult timp reticentă să participe la operațiuni militare care nu sunt sancționate de Națiunile Unite, cum ar fi Războiul din Vietnam sau invazia Irakului din 2003. De la începutul secolului XXI, participarea directă a Canadei la eforturile de menținere a păcii sub egida ONU a scăzut considerabil. Această scădere semnificativă a fost rezultatul orientării Canadei către participarea la operațiuni militare sancționate de ONU prin NATO, mai degrabă decât direct prin ONU. Această schimbare către participarea prin NATO a dus la o orientare spre misiuni mai militarizate și mai letale, spre deosebire de sarcinile tradiționale de menținere a păcii.

## Economie
Canada are o economie mixtă, foarte dezvoltată, fiind a noua cea mai mare economie din lume în 2023, cu un PIB nominal de aproximativ 2,221 trilioane USD. Este una dintre cele mai mari națiuni comerciale din lume, având o economie extrem de globalizată. În 2021, comerțul canadian de bunuri și servicii a atins 2,016 trilioane de dolari. Exporturile Canadei au totalizat peste 637 de miliarde de dolari, în timp ce bunurile importate au valorat peste 631 de miliarde de dolari, dintre care aproximativ 391 de miliarde au provenit din Statele Unite. În 2018, Canada a înregistrat un deficit comercial de 22 de miliarde de dolari în bunuri și un deficit comercial de 25 de miliarde de dolari în servicii. Bursa de Valori din Toronto este a noua cea mai mare bursă din lume după capitalizarea de piață, listând peste 1.500 de companii cu o capitalizare de piață combinată de peste 2 trilioane USD.
Banca Canadei este banca centrală a țării. Ministrul finanțelor și ministrul inovației, științei și industriei folosesc datele de la Statistics Canada pentru a facilita planificarea financiară și a dezvolta politica economică. Canada are un sector bancar cooperativ puternic, cu cea mai mare rată de participare la cooperative de credit din lume. Se clasează pe un loc scăzut în Indicele de Percepție a Corupției (locul 14 în 2023) și este „considerată pe scară largă printre cele mai puțin corupte țări din lume”. De asemenea, se situează pe un loc înalt în Raportul de Competitivitate Globală (locul 14 în 2019) și în Indicele Global de Inovare (locul 15 în 2023). Economia Canadei se clasează deasupra majorității țărilor occidentale în Indicele Libertății Economice al Fundației Heritage și experimentează un nivel relativ scăzut de inegalitate a veniturilor. Venitul mediu disponibil pe gospodărie pe cap de locuitor în Canada este „cu mult peste” media OCDE. Canada se află printre cele mai dezvoltate țări în ceea ce privește accesibilitatea locuințelor și investițiile străine directe.
De la începutul secolului XX, creșterea sectoarelor de producție, minerit și servicii din Canada a transformat națiunea dintr-o economie în mare parte rurală într-una urbanizată și industrializată. Economia canadiană este dominată de industria serviciilor, care angajează aproximativ trei sferturi din forța de muncă a țării. Canada are un sector primar deosebit de important, în care industriile forestiere și petroliere sunt cele mai proeminente componente. Multe orașe din nordul Canadei, unde agricultura este dificilă, sunt susținute de minele sau sursele de cherestea din apropiere.
Integrarea economică a Canadei cu Statele Unite a crescut semnificativ de la cel de-Al Doilea Război Mondial. Acordul de Liber Schimb dintre Canada și Statele Unite (FTA) din 1988 a eliminat tarifele între cele două țări, în timp ce Acordul Nord-American de Liber Schimb (NAFTA) a extins zona de liber schimb pentru a include Mexic în 1994 (mai târziu înlocuit de Acordul Canada–Statele Unite–Mexic). Începând cu 2023, Canada este semnatară a 15 acorduri de liber schimb cu 51 de țări diferite.
Canada este una dintre puținele națiuni dezvoltate care sunt exportatoare nete de energie. Canada Atlantică deține vaste depozite offshore de gaz natural, iar Alberta găzduiește a patra cea mai mare rezervă de petrol din lume. Vastele nisipuri petroliere din Athabasca și alte rezerve de petrol oferă Canadei 13% din rezervele globale de petrol, constituind a treia sau a patra cea mai mare rezervă din lume. Canada este, de asemenea, unul dintre cei mai mari furnizori de produse agricole din lume; regiunea Preriilor Canadiene este unul dintre cei mai importanți producători globali de grâu, canola și alte cereale. Țara este un exportator de frunte de Zinc, Uraniu, Aur, Nichel, Platinoide, Aluminiu, Oțel, Minereu de fier, Cărbune cocsificabil, Plumb, Cupru, Molibden, Cobalt și Cadmiu. Canada are un sector manufacturier considerabil, concentrat în sudul Ontario și Quebec, cu industriile auto și aeronautică reprezentând domenii deosebit de importante. Industria pescuitului este, de asemenea, un contribuitor cheie la economie.

### Știință și Tehnologie
În 2020, Canada a cheltuit aproximativ 41,9 miliarde de dolari pentru cercetare și dezvoltare internă, cu estimări suplimentare pentru 2022 la 43,2 miliarde de dolari. Până în 2023, țara a produs 15 laureați ai Premiului Nobel în fizică, chimie și medicină. Canada se situează pe locul al șaptelea în ceea ce privește ponderea mondială a articolelor publicate în reviste științifice, conform Nature Index, și găzduiește sediile unor companii globale de tehnologie. Canada are unul dintre cele mai ridicate niveluri de acces la internet din lume, cu peste 33 de milioane de utilizatori, echivalentul a aproximativ 94% din populația totală.
Dezvoltările Canadei în știință și tehnologie includ crearea bateriei alcaline moderne, descoperirea insulinei, dezvoltarea Vaccinului antipolio și descoperiri despre structura internă a nucleului atomic. Alte contribuții științifice majore ale Canadei includ stimulatorul cardiac artificial, cartografierea cortexului vizual, dezvoltarea microscopului electronic, tectonica plăcilor, învățarea profundă, tehnologia multi-touch și identificarea primei găuri negre, Cygnus X-1. Canada are o lungă istorie de descoperiri în genetică, inclusiv Celule stem, mutageneza direcționată, receptorul celulelor T și identificarea genelor care cauzează anemia Fanconi, fibroza chistică și Alzheimer cu debut precoce, printre multe alte boli.
Agenția Spațială Canadiană operează un program spațial foarte activ, desfășurând cercetări în spațiu profund, planetare și de aviație, și dezvoltând rachete și sateliți. Canada a fost a treia țară care a proiectat și construit un satelit, când în 1962 a fost lansat Alouette 1. Canada participă la Stația Spațială Internațională (ISS) și este un pionier în robotică spațială, construind manipulatorii robotici Canadarm, Canadarm2, Canadarm3 și Dextre pentru ISS și Naveta Spațială a NASA. Începând cu anii 1960, industria aerospațială a Canadei a proiectat și construit numeroase tipuri de sateliți, inclusiv Radarsat-1 și 2, ISIS și MOST. Canada a produs, de asemenea, una dintre cele mai de succes și utilizate rachete de sondare din lume, Black Brant.

## Demografie

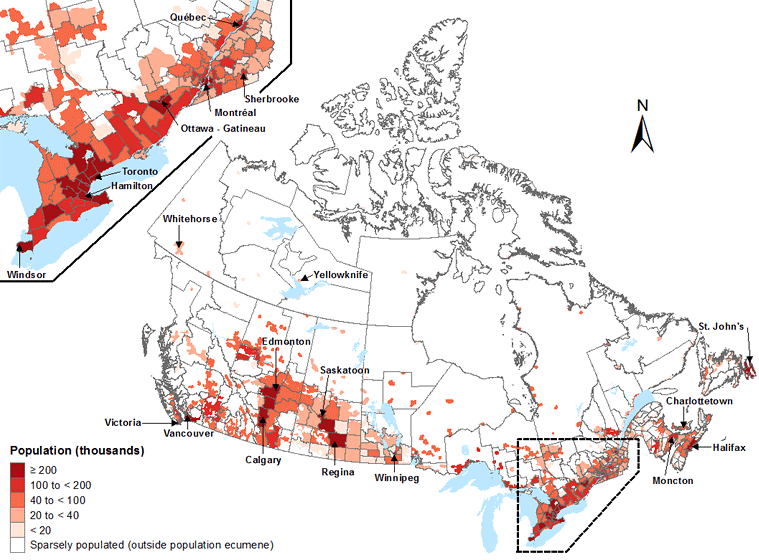
Harta densității populației din Canada (2014)

Recensământul canadian din 2021 a enumerat o populație totală de 36.991.981 de locuitori, o creștere de aproximativ 5,2% față de cifra din 2016. Se estimează că populația Canadei a depășit 40.000.000 în 2023. Principalii factori ai creșterii populației sunt imigrația și, într-o măsură mai mică, creșterea naturală. Canada are una dintre cele mai mari rate de imigrație per capita din lume, determinată în principal de politica economică și de reunificarea familiei. Un număr record de 405.000 de imigranți au fost admiși în 2021. Canada este lider mondial în reinstalarea refugiaților; a reinstalat peste 47.600 în 2022. Noii imigranți se stabilesc în principal în marile zone urbane, precum Toronto, Montreal și Vancouver.
Densitatea populației Canadei, de 4,2 locuitori pe kilometru pătrat, este printre cele mai scăzute din lume. Canada se întinde latitudinal de la paralela 83 nord până la paralela 41 nord, iar aproximativ 95% din populație se află la sud de paralela 55 nord. Aproximativ 80% din populație trăiește la mai puțin de 150 de kilometri de granița cu Statele Unite. Canada este puternic urbanizată, cu peste 80% din populație trăind în centre urbane. Cea mai dens populată parte a țării, reprezentând aproape 50% din populație, este Coridorul Quebec City-Windsor, din sudul Quebecului și sudul Ontario, de-a lungul Marilor Lacuri și al râului Sfântul Laurențiu.
Majoritatea canadienilor (81,1%) trăiesc în gospodării familiale, 12,1% declară că locuiesc singuri, iar 6,8% trăiesc cu alți rude sau persoane neînrudite. 51% dintre gospodării sunt cupluri cu sau fără copii, 8,7% sunt gospodării monoparentale, 2,9% sunt gospodării multigeneraționale și 29,3% sunt gospodării formate dintr-o singură persoană.

### Etnicitate

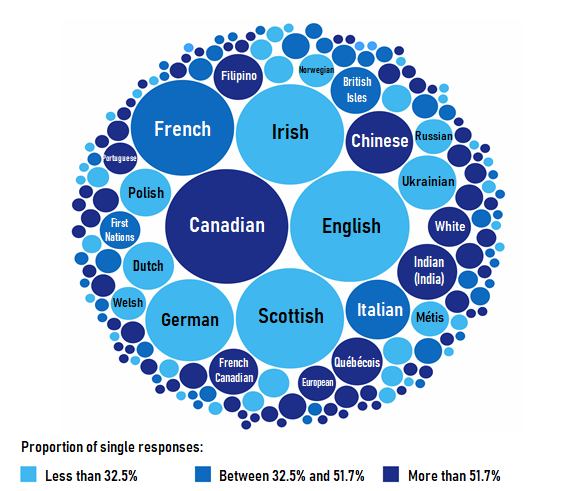
Top 168 de origini etnice sau culturale auto-raportate de canadieni la recensământul din 2021

Respondenții la recensământul canadian din 2021 au raportat peste 450 de „origini etnice sau culturale”. Principalele grupuri panetnice alese au fost: Europeni (52,5%), Nord-americani (22,9%), Asiatici (19,3%), Indigeni nord-americani (6,1%), Africanii(3,8%), Latino-americani, central și sud-americani (2,5%), Caraibieni(2,1%), Oceanieni(0,3%) și alții (6%). Peste 60% dintre canadieni au raportat o singură origine, iar 36% au raportat multiple origini etnice, astfel încât totalul general depășește 100%.
Cele mai mari zece origini etnice sau culturale auto-raportate în 2021 au fost: canadiană (reprezentând 15,6% din populație), urmată de engleză (14,7%), irlandeză (12,1%), scoțiană (12,1%), franceză (11,0%), germană (8,1%), chineză (4,7%), italiană (4,3%), indiană (3,7%) și ucraineană (3,5%).
Dintre cei 36,3 milioane de oameni enumerați în 2021, aproximativ 25,4 milioane s-au declarat „albi”, reprezentând 69,8% din populație. Populația indigenă, care reprezintă 5% sau 1,8 milioane de indivizi, a crescut cu 9,4% în comparație cu populația non-indigenă, care a crescut cu 5,3% între 2016 și 2021. Unul din patru canadieni, adică 26,5% din populație, aparține unei minorități vizibile non-albe și non-indigene, cele mai mari grupuri în 2021 fiind sud-asiaticii (2,6 milioane de persoane; 7,1%), chinezii (1,7 milioane; 4,7%) și persoanele de culoare (1,5 milioane; 4,3%).
Între 2011 și 2016, populația minorităților vizibile a crescut cu 18,4%. În 1961, aproximativ 300.000 de persoane, mai puțin de două procente din populația Canadei, erau membri ai grupurilor minoritare vizibile. Recensământul din 2021 a indicat că 8,3 milioane de persoane, adică aproape un sfert (23,0%) din populație, s-au raportat ca fiind sau fiind fost imigranți cu rezidență permanentă în Canada, depășind recordul anterior de 22,3% din recensământul din 1921. În 2021, India, China și Filipine au fost primele trei țări de origine pentru imigranții care s-au mutat în Canada.

### Limbă

Aproximativ 98% dintre canadieni pot vorbi fie engleza, fie franceza, sau ambele limbi:-Engleză – 57%-Engleză și franceză – 16% (zone bilingve)-Franceză – 21%

O multitudine de limbi sunt utilizate de canadieni, iar engleza și franceza (limbile oficiale) sunt limbile materne pentru aproximativ 54% și, respectiv, 19% dintre canadieni. Conform recensământului din 2021, puțin peste 7,8 milioane de canadieni au raportat o limbă neoficială ca limbă maternă. Unele dintre cele mai comune limbi materne neoficiale includ Mandarina (679.255 de vorbitori nativi), Punjabi(666.585), Cantoneza(553.380), Spaniola(538.870), Limba arabă(508.410), Tagalog(461.150), Italiana(319.505), Germana(272.865) și Limba tamilă(237.890). Guvernul federal al Canadei practică bilingvismul oficial, aplicat de comisarul pentru limbi oficiale în conformitate cu secțiunea 16 din Carta Canadiană a Drepturilor și Libertăților și Legea Federală a Limbilor Oficiale. Engleza și franceza au statut egal în instanțele federale, în Parlament și în toate instituțiile federale. Cetățenii au dreptul, acolo unde există o cerere suficientă, de a primi servicii guvernamentale federale fie în engleză, fie în franceză, iar minoritățile vorbitoare de limbi oficiale au garantate propriile școli în toate provinciile și teritoriile.
Legea limbii oficiale din Quebec din 1974 a stabilit franceza ca singura limbă oficială a provinciei. Deși peste 82% dintre canadienii vorbitori de franceză trăiesc în Quebec, există populații francofone semnificative în New Brunswick, Alberta și Manitoba; Ontario are cea mai mare populație vorbitoare de franceză în afara Quebecului. New Brunswick, singura provincie oficial bilingvă, are o minoritate acadiană vorbitoare de franceză care constituie 33% din populație. Există, de asemenea, grupuri de acadieni în sud-vestul provinciei Nova Scotia, pe Insula Cape Breton și în centrul și vestul Insulei Prințului Edward.
Alte provincii nu au limbi oficiale propriu-zise, dar franceza este folosită ca limbă de predare, în instanțe și pentru alte servicii guvernamentale, alături de engleză. Manitoba, Ontario și Quebec permit utilizarea atât a englezei, cât și a francezei în legislativele provinciale, iar legile sunt promulgate în ambele limbi. În Ontario, franceza are un statut juridic limitat, dar nu este pe deplin co-oficială. Există 11 grupuri de limbi indigene, compuse din peste 65 de limbi și dialecte distincte. Mai multe limbi indigene au statut oficial în Teritoriile de Nord-Vest. Inuktitut este limba majoritară în Nunavut și este una dintre cele trei limbi oficiale ale teritoriului.
Canada găzduiește multe limbi semnelor, unele dintre ele fiind indigene. Limba semnelor americane (ASL) este folosită în toată țara, datorită prevalenței ASL în școlile primare și secundare. Limba semnelor din Quebec (LSQ) este utilizată în principal în Quebec.

### Religie
| Religia în Canada (2001 Census) | Religia în Canada (2001 Census) | Religia în Canada (2001 Census) | Religia în Canada (2001 Census) | Religia în Canada (2001 Census) |
| ------------------------------- | ------------------------------- | ------------------------------- | ------------------------------- | ------------------------------- |
| Religie                         |                                 |                                 | Procent                         |                                 |
| Creștinism                      | Creștinism                      |                                 | 77.0%                           | 77.0%                           |
| Fără Religie                    | Fără Religie                    |                                 | 16.2%                           | 16.2%                           |
| Islamism                        | Islamism                        |                                 | 2.0%                            | 2.0%                            |
| Iudaism                         | Iudaism                         |                                 | 1.1%                            | 1.1%                            |
| Budism                          | Budism                          |                                 | 1.0%                            | 1.0%                            |
| Hinduism                        | Hinduism                        |                                 | 1.0%                            | 1.0%                            |
| Sikhism                         | Sikhism                         |                                 | 0.9%                            | 0.9%                            |

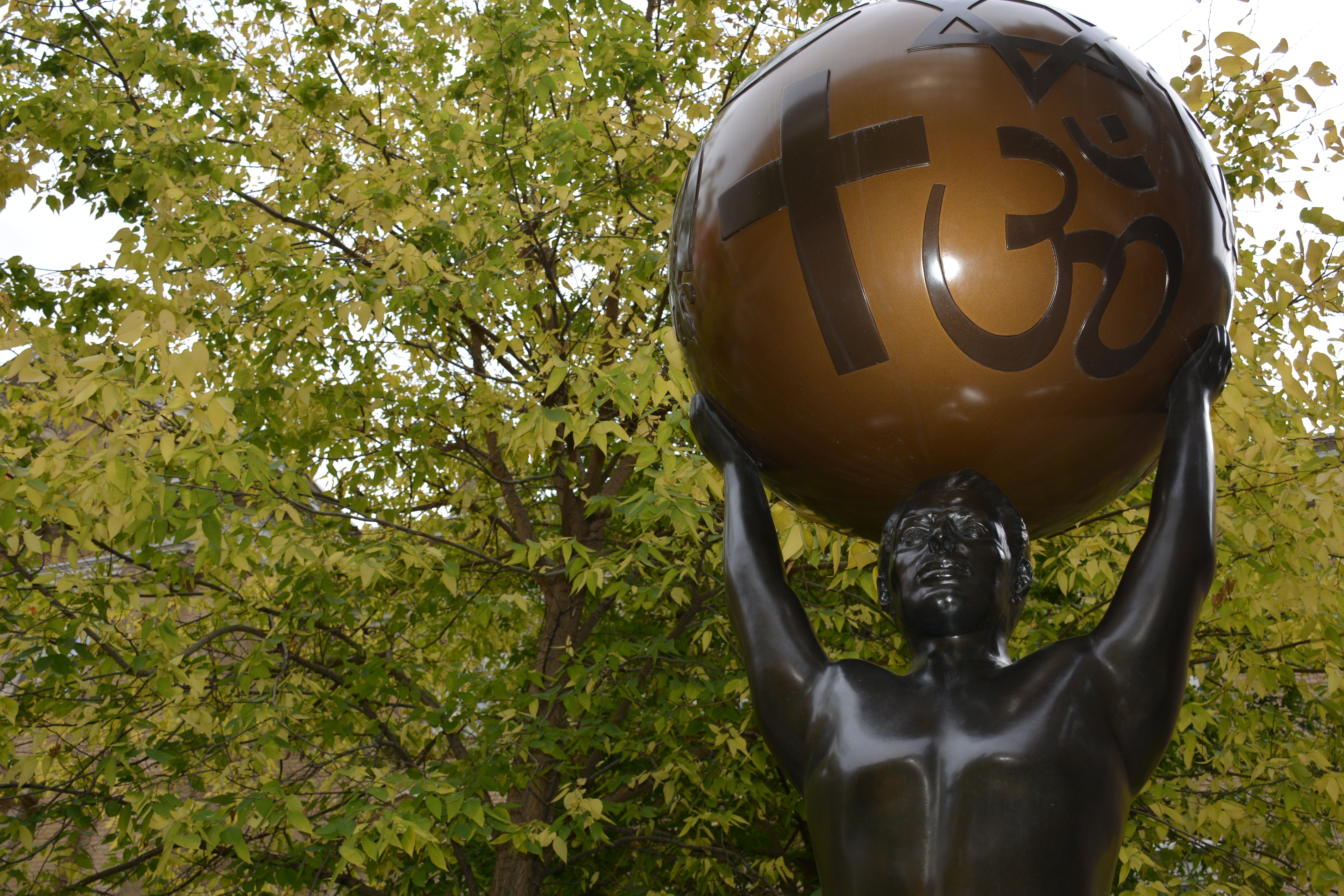
Sculptură pentru libertatea religiei de Marlene Hilton Moore la McMurtry Gardens of Justice din Toronto

Canada este religios diversă, cuprinzând o gamă largă de credințe și obiceiuri. Constituția Canadei face referire la Dumnezeu; cu toate acestea, Canada nu are o biserică oficială, iar guvernul este oficial angajat în pluralismul religios. Libertatea religioasă în Canada este un drept protejat constituțional.
Ratele de aderare religioasă au scăzut constant începând cu anii 1970. Cu creștinismul în declin, după ce a fost odată central și integral pentru cultura și viața de zi cu zi din Canada, țara a devenit un stat post-creștin și secular. Deși majoritatea canadienilor consideră religia ca fiind neimportantă în viața lor de zi cu zi, ei încă cred în Dumnezeu. Practicarea religiei este în general considerată o chestiune privată.
Conform recensământului din 2021, creștinismul este cea mai mare religie din Canada, romano-catolicii reprezentând 29,9% din populație, având cei mai mulți adepți. Creștinii, în general, reprezintă 53,3% din populație, fiind urmați de persoanele care raportează neregiunea sau faptul că nu au nicio religie, cu un procent de 34,6%. Alte religii includ Islam(4,9%), Hinduism(2,3%), Sikhism(2,1%), Budism(1,0%), Iudaism(0,9%) și spiritualitatea indigenă (0,2%). Canada are a doua cea mai mare populație sikh la nivel național, după India.

## Sănătate

Cheltuieli de sănătate și finanțare pe țară.

Sistemul de sănătate din Canada este furnizat prin intermediul sistemelor provinciale și teritoriale de asistență medicală finanțată public, denumit informal Medicare. Acesta este ghidat de prevederile Legii Sănătății din Canada din 1984 și este universal. Accesul universal la servicii de sănătate finanțate public „este adesea considerat de canadieni ca o valoare fundamentală care asigură asigurarea națională de sănătate pentru toată lumea, oriunde ar locui în țară”. Aproximativ 30% din asistența medicală a canadienilor este plătită prin sectorul privat. Aceasta acoperă în principal servicii care nu sunt incluse sau sunt parțial acoperite de Medicare, cum ar fi medicamentele prescrise, stomatologia și optometria. Aproximativ 65 până la 75% dintre canadieni au o formă de asigurare suplimentară de sănătate; mulți o primesc prin angajatori sau au acces la programe secundare de servicii sociale.
Similar multor alte țări dezvoltate, Canada se confruntă cu o creștere a cheltuielilor pentru asistență medicală din cauza unei schimbări demografice către o populație mai îmbătrânită, cu mai mulți pensionari și mai puțini oameni de vârstă activă. În 2021, vârsta medie în Canada era de 41,9 ani. Speranța de viață este de 81,1 ani. Un raport din 2016 al ofițerului șef de sănătate publică a constatat că 88% dintre canadieni, unul dintre cele mai ridicate procente din populație dintre Țările G7, au indicat că „aveau o sănătate bună sau foarte bună”. Optzeci la sută dintre adulții canadieni raportează că au cel puțin un factor major de risc pentru bolile cronice: fumatul, inactivitatea fizică, alimentația nesănătoasă sau consumul excesiv de alcool. Canada are una dintre cele mai ridicate rate de obezitate la adulți dintre țările OCDE, ceea ce contribuie la aproximativ 2,7 milioane de cazuri de diabet. Patru boli cronice — cancerul (principala cauză de deces), bolile cardiovasculare, bolile respiratorii și diabetul — reprezintă 65% din decesele din Canada.
În 2021, Institutul Canadian pentru Informații în Sănătate a raportat că cheltuielile pentru asistență medicală au atins 308 miliarde de dolari, adică 12,7% din PIB-ul Canadei pentru acel an. În 2022, cheltuielile pe cap de locuitor ale Canadei pentru asistența medicală s-au clasat pe locul 12 printre sistemele de sănătate din OCDE. Canada a avut performanțe apropiate de, sau peste media, majorității indicatorilor de sănătate ai OCDE de la începutul anilor 2000, clasându-se peste medie la indicatorii OCDE pentru timpii de așteptare și accesul la îngrijiri, cu scoruri medii pentru calitatea îngrijirilor și utilizarea resurselor. Raportul din 2021 al Commonwealth Fund, care compară sistemele de sănătate din cele mai dezvoltate 11 țări, a clasat Canada pe penultimul loc. Punctele slabe identificate au fost rata relativ mai mare a mortalității infantile, prevalența condițiilor cronice, timpii lungi de așteptare, disponibilitatea redusă a îngrijirilor în afara orelor de program și lipsa acoperirii pentru medicamente și stomatologie. O problemă din ce în ce mai mare în sistemul de sănătate al Canadei este lipsa de profesioniști în domeniul sănătății și capacitatea spitalelor.

## Educație
Educația în Canada este, în mare parte, oferită public, finanțată și supravegheată de guvernele federale, provinciale și locale. Educația este de competența provinciei, iar curriculumul unei provincii este supravegheat de guvernul acesteia. Educația în Canada este, în general, împărțită în educație primară, urmată de educație secundară și postsecundară. Educația în limbile engleză și franceză este disponibilă în majoritatea locurilor din Canada. Canada are un număr mare de universități, aproape toate fiind finanțate public. Înființată în 1663, Université Laval este cea mai veche instituție postsecundară din Canada. Cele trei universități de top ale națiunii sunt Universitatea din Toronto, McGill și Universitatea din Columbia Britanică. Cea mai mare universitate este Universitatea din Toronto, care are peste 85.000 de studenți.

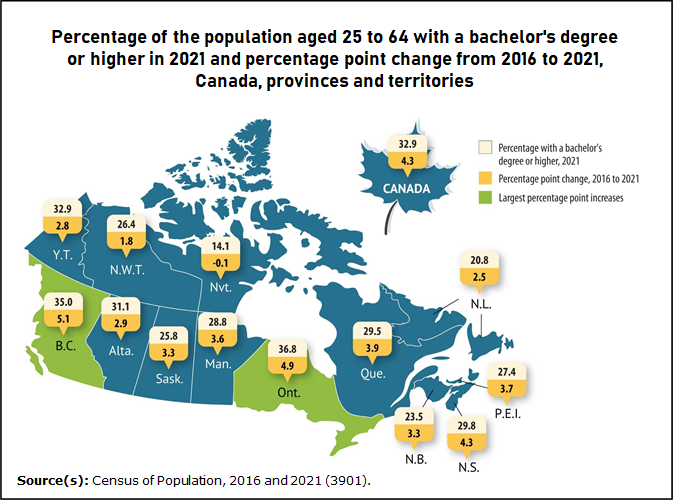
Procentajul canadienilor cu varsta între 25 și 64 ani care aveau o diplomă de licență.

Conform unui raport din 2022 al OCDE, Canada este una dintre cele mai educate țări din lume; țara se clasează pe primul loc la nivel mondial în ceea ce privește procentul de adulți cu studii terțiare, cu peste 56% dintre adulții canadieni având cel puțin o diplomă de colegiu sau universitate. Canada cheltuie în medie 5,3% din PIB pe educație. Țara investește masiv în educația terțiară (peste 20.000 USD per student). Începând cu 2022, 89% dintre adulții cu vârste cuprinse între 25 și 64 de ani au obținut echivalentul unei diplome de liceu, comparativ cu o medie de 75% în OCDE.
Vârsta obligatorie de educație variază între 5–7 ani și 16–18 ani, contribuind la o rată de alfabetizare a adulților de 99%. Peste 60.000 de copii sunt educați acasă în țară, conform datelor din 2016. Canada este o țară performantă în cadrul OCDE în ceea ce privește alfabetizarea în citire, matematică și științe, cu un scor mediu al elevilor de 523,7, comparativ cu media OCDE de 493 în 2015.

## Cultură

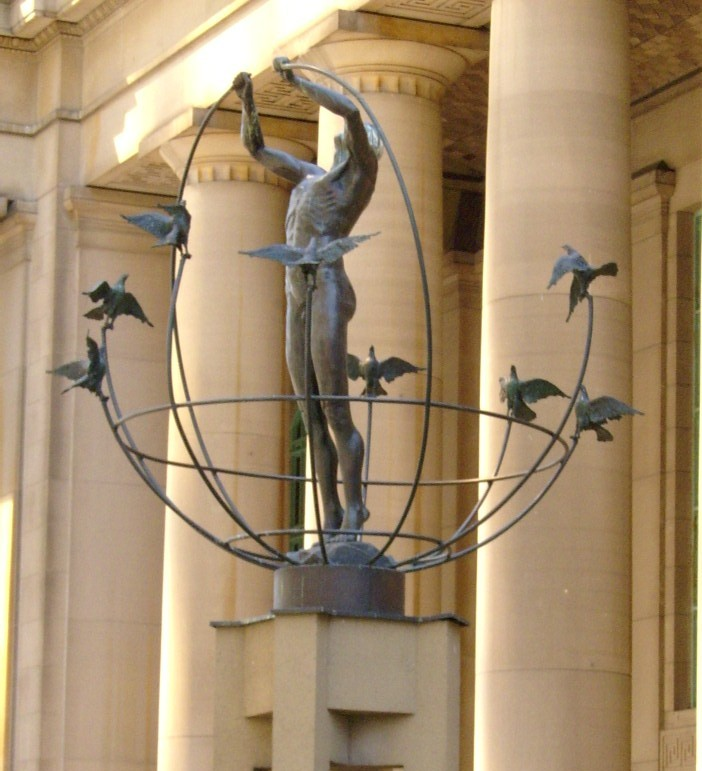
Monumentul multiculturalismului de Francesco Pirelli, în Toronto

Cultura Canadei este influențată de diversitatea largă a naționalităților care o compun, iar politicile care promovează o „societate justă” sunt protejate constituțional. Începând cu anii 1960, Canada a pus accentul pe egalitate și incluziune pentru toți cetățenii săi. Politica oficială de multiculturalism este adesea menționată ca una dintre realizările semnificative ale Canadei și un element cheie care distinge identitatea canadiană. În Quebec, identitatea culturală este puternică, iar cultura francofonă canadiană este distinctă de cea anglofonă. În ansamblu, Canada este teoretic un mozaic cultural format din subculturi etnice regionale.
Abordarea Canadei în ceea ce privește guvernarea, care pune accent pe multiculturalism și care se bazează pe imigrația selectivă, integrarea socială și suprimarea politicilor de extremă dreaptă, beneficiază de un larg sprijin public. Politici guvernamentale precum asistența medicală finanțată public, taxarea mai ridicată pentru redistribuirea averii, interzicerea pedepsei cu moartea, eforturile puternice pentru eliminarea sărăciei, controlul strict al armelor, o atitudine social-liberală față de drepturile femeilor (precum întreruperea sarcinii) și drepturile persoanelor LGBT, precum și legalizarea eutanasiei și a consumului de canabis, sunt indicatori ai valorilor politice și culturale ale Canadei. De asemenea, canadienii se identifică și cu politicile de ajutor extern ale țării, rolurile de menținere a păcii, sistemul național de parcuri și Carta Canadiană a Drepturilor și Libertăților.
Istoric, Canada a fost influențată de culturile și tradițiile britanice, franceze și indigene. În timpul secolului al XX-lea, canadienii cu naționalități africane, caraibiene și asiatice au contribuit la identitatea și cultura canadiană.

### Simboluri
Temele legate de natură, pionieri, vânători și comercianți au jucat un rol important în dezvoltarea timpurie a simbolismului canadian. Simbolurile moderne subliniază geografia țării, climatul rece, stilurile de viață și canadianizarea simbolurilor tradiționale europene și indigene. Utilizarea frunzei de arțar ca simbol canadian datează de la începutul secolului al XVIII-lea. Frunza de arțar este reprezentată pe steagurile actuale și anterioare ale Canadei, precum și pe Stema Canadei. Tartanul oficial al Canadei, cunoscut sub numele de „tartanul frunzei de arțar”, reflectă culorile frunzei de arțar în diferite anotimpuri—verde primăvara, auriu la începutul toamnei, roșu la prima înghețare și maro după ce cade.

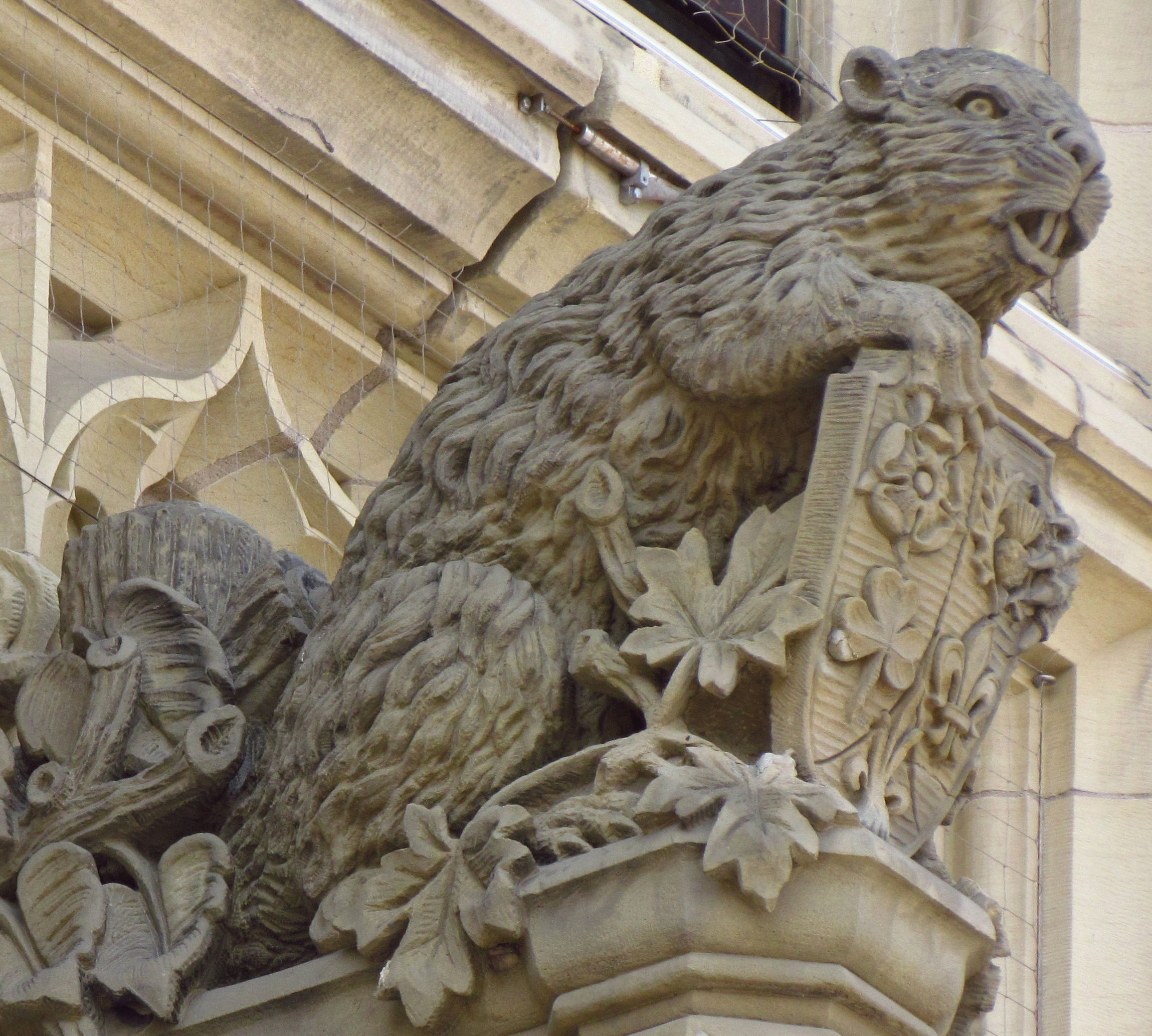
Mama castor de pe Turnul Păcii al parlamentului canadian.

Alte simboluri importante includ motto-ul național, „A mari usque ad mare” („De la un ocean la altul”), sporturile hochei pe gheață și lacrosse, castorul, gâsca canadiană, corcodelul mare, calul canadian, Poliția Regală Canadiană Călare, Munții Stâncoși Canadieni și, mai recent, totemul și Inuksuk-ul. Berea canadiană, siropul de arțar, căciulile tuque, canoele, prăjiturile nanaimo, tartele cu unt și poutine sunt definite ca fiind unic canadiene. Multe dintre aceste simboluri sunt prezente pe monedele canadiene: corcodelul mare pe moneda de 1$, Stema Canadei pe piesa de 50¢ și Castorul pe moneda de 5¢. Imaginea monarhului apare pe bancnotele de 20$ și pe aversul monedelor.

### Literatură
Literatura canadiană este adesea împărțită în literatură de limbă franceză și literatură de limbă engleză, care își au rădăcinile în tradițiile literare ale Franței și Marii Britanii, respectiv. Primele narațiuni canadiene erau despre călătorii și explorări. Acestea au evoluat în trei teme majore ale literaturii canadiene istorice: natura, viața la frontieră și poziția Canadei în lume, toate acestea fiind legate de mentalitatea garnizoanei. În ultimele decenii, literatura Canadei a fost puternic influențată de imigranți din întreaga lume. Până în anii 1990, literatura canadiană era considerată printre cele mai bune din lume.
Numeroși autori canadieni au acumulat premii literare internaționale, printre care romancierul, poetul și criticul literar Margaret Atwood, care a primit două Premii Booker; laureata Nobel Alice Munro, considerată cea mai bună scriitoare de povestiri scurte în limba engleză; și câștigătorul Premiului Booker Michael Ondaatje, care a scris romanul *Pacientul englez*, adaptat într-un film cu același nume, care a câștigat Premiile Oscar pentru Cel mai bun film. L. M. Montgomery a produs o serie de romane pentru copii începând din 1908 cu *Anne de la Green Gables* (*Anne de la Green Gables*).

### Media

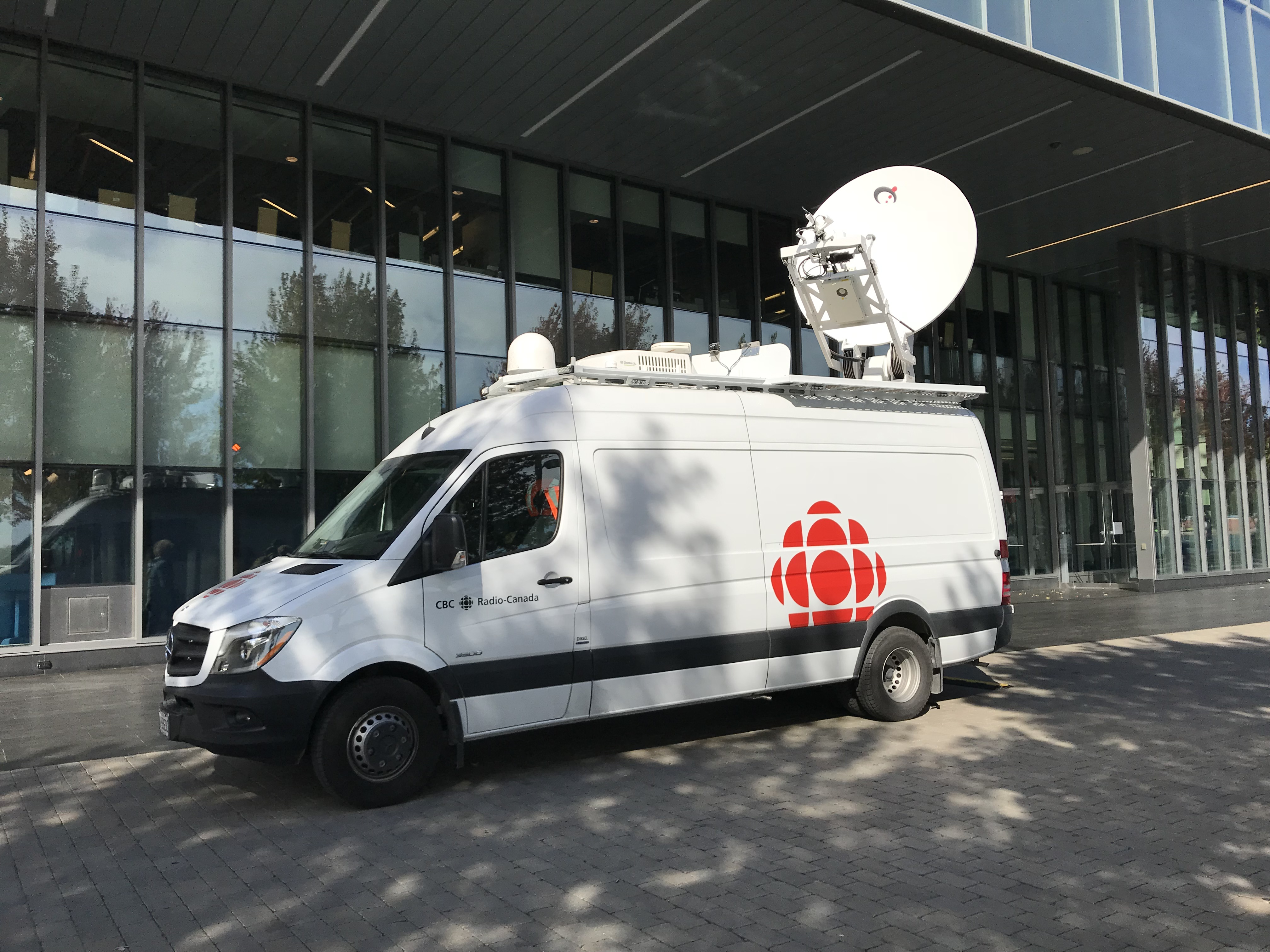
Un camion prin satelit al Canadian Broadcasting Corporation (CBC), folosit pentru transmisiuni de televiziune în direct

Mass-media din Canada este extrem de autonomă, necenzurată, diversificată și foarte regionalizată. Legea Radiodifuziunii declară că „sistemul ar trebui să contribuie la protejarea, îmbogățirea și consolidarea țesutului cultural, politic, social și economic al Canadei”. Canada are un sector media bine dezvoltat, dar producția sa culturală—în special filmele, emisiunile de televiziune și revistele în limba engleză—este adesea umbrită de importurile din Statele Unite. Ca urmare, conservarea unei culturi distinct canadiene este susținută prin programe, legi și instituții ale guvernului federal, cum ar fi Canadian Broadcasting Corporation (CBC), National Film Board of Canada (NFB) și Canadian Radio-television and Telecommunications Commission (CRTC).
Mass-media canadiană, atât tipărită, cât și digitală, și în ambele limbi oficiale, este în mare parte dominată de un „număr restrâns de corporații”. Cea mai mare dintre aceste corporații este radiodifuzorul public național al țării, Canadian Broadcasting Corporation, care joacă, de asemenea, un rol semnificativ în producerea de conținut cultural autohton, operând propriile rețele de radio și TV atât în engleză, cât și în franceză. Pe lângă CBC, unele guverne provinciale oferă și ele propriile servicii de televiziune publică educativă, cum ar fi TVOntario și Télé-Québec.
Conținutul media non-informativ din Canada, inclusiv filmele și emisiunile de televiziune, este influențat atât de creatorii locali, cât și de importurile din Statele Unite, Regatul Unit,  Australiași Franța. Într-un efort de a reduce cantitatea de media produsă în străinătate, intervențiile guvernamentale în radiodifuziunea televizată pot include atât reglementarea conținutului, cât și finanțarea publică. Legile fiscale canadiene limitează competiția străină în publicitatea din reviste.

### Arte Vizuale

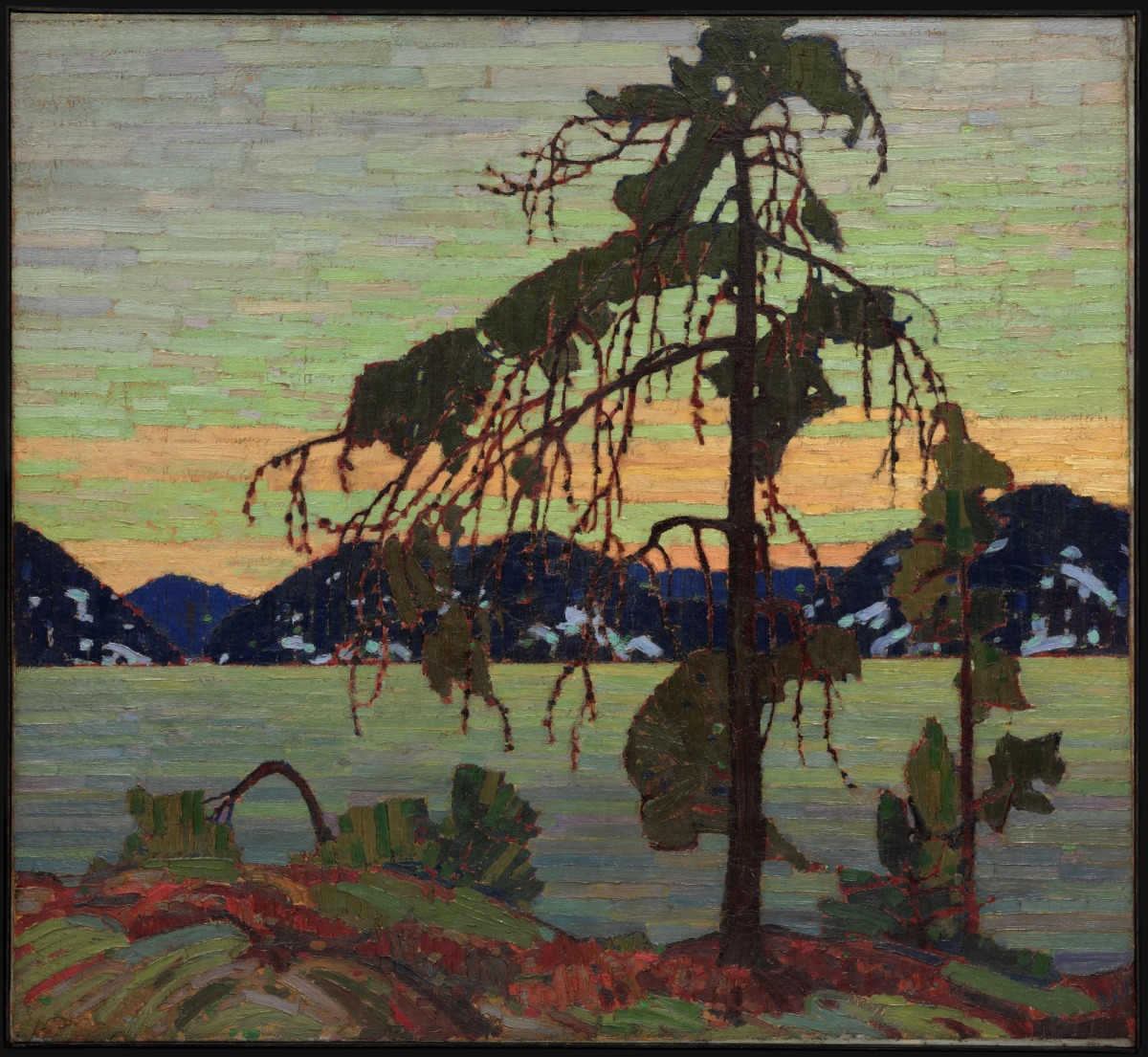
The Jack Pine de Tom Thomson. Ulei pe pânză, 1916, în colecția Galeriei Naționale a Canadei.

Arta în Canada este marcată de mii de ani de locuire de către popoarele indigene, iar, în perioadele ulterioare, artiștii au combinat tradițiile artistice britanice, franceze, indigene și americane, îmbrățișând uneori stiluri europene în timp ce încercau să promoveze naționalismul. Natura artei canadiene reflectă aceste origini diverse, deoarece artiștii și-au adaptat tradițiile și influențele pentru a reflecta realitatea vieții lor în Canada.
Guvernul canadian a jucat un rol important în dezvoltarea culturii canadiene prin intermediul departamentului Patrimoniului Canadian, acordând granturi galeriilor de artă, înființând și finanțând școli de artă în întreaga țară și, prin Canada Council for the Arts, finanțatorul național public pentru arte, sprijinind artiști, galerii de artă și publicații de artă, contribuind astfel la dezvoltarea operelor culturale ale Canadei.
Arta vizuală canadiană a fost dominată de figuri precum pictorul Tom Thomson și Grupul celor Șapte. Aceștia din urmă au fost pictori cu o orientare naționalistă și idealistă, care au expus pentru prima dată lucrările lor distinctive în mai 1920. Deși se vorbește despre șapte membri, cinci artiști—Lawren Harris, A. Y. Jackson, Arthur Lismer, J. E. H. MacDonald și Frederick Varley—au fost responsabili pentru formularea ideilor grupului. Lor li s-au alăturat pentru scurt timp Frank Johnston și artistul comercial Franklin Carmichael. A. J. Casson a devenit parte a grupului în 1926. Asociată cu grupul a fost și o altă artistă canadiană de seamă, Emily Carey, cunoscută pentru peisajele sale și pentru portretizările popoarelor indigene de pe Coasta Pacificului de Nord-Vest.

### Muzică
Muzica canadiană reflectă o varietate de scene regionale. Canada a dezvoltat o infrastructură muzicală vastă, care include săli de biserică, săli de cameră, conservatoare, academii, centre de arte performative, case de discuri, posturi de radio și canale de televiziune dedicate videoclipurilor muzicale. Programele de sprijin guvernamental, cum ar fi Canada Music Fund, ajută o gamă largă de muzicieni și antreprenori care creează, produc și promovează muzică canadiană originală și diversificată. Datorită importanței sale culturale, precum și inițiativelor și reglementărilor guvernamentale, industria muzicală canadiană este una dintre cele mai mari din lume, producând compozitori, muzicieni și ansambluri recunoscute internațional. Difuzarea muzicii în țară este reglementată de CRTC. Academia Canadiană a Artelor și Științelor de Înregistrare prezintă premiile industriei muzicale din Canada, Premiile Juno. Canadian Music Hall of Fame onorează muzicienii canadieni pentru realizările lor de-a lungul vieții.
Muzica patriotică în Canada datează de peste 200 de ani. Cea mai veche lucrare de muzică patriotică din Canada, „The Bold Canadian”, a fost scrisă în 1812. „The Maple Leaf Forever”, scrisă în 1866, a fost o melodie patriotică populară în întreaga Canada anglofonă și, timp de mulți ani, a servit drept imn național neoficial. „O Canada” a servit, de asemenea, drept imn național neoficial pentru o mare parte a secolului XX și a fost adoptat ca imn oficial al țării în 1980.

### Sport

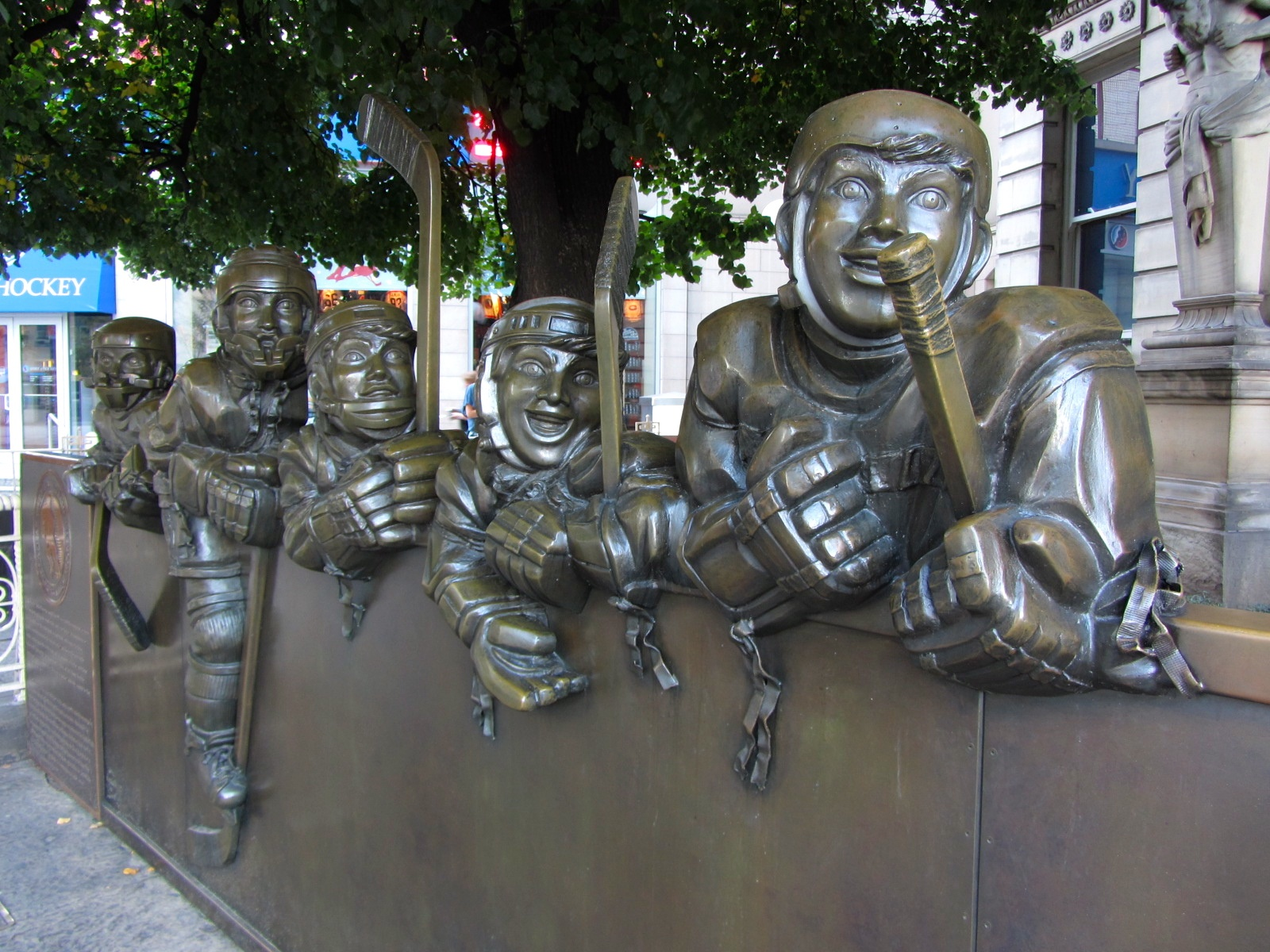
Sculptura „Jocul nostru” de Edie Parker în afara Hockey Hall of Fame din Toronto.

Sporturile naționale oficiale ale Canadei sunt hocheiul pe gheață și lacrosse-ul. Alte sporturi profesionale importante includ Curlingul, Baschetul, Baseballul, Fotbalul(soccer) și Fotbal canadian. Marile realizări sportive din Canada sunt recunoscute prin numeroase „Săli ale Famei” și muzee, cum ar fi Canada's Sports Hall of Fame.
Canada împărtășește mai multe ligi sportive profesionale majore cu Statele Unite. Echipele canadiene din aceste ligi includ șapte francize în Liga Națională de hochei (NHL), precum și trei echipe în Major League Soccer, și câte o echipă în Major League Baseball și National Basketball Association. Alte competiții profesionale populare includ Liga Canadiană de Fotbal, Liga Națională de Lacrosse, Liga Canadiană Premier și diferitele turnee de curling organizate de Curling Canada.
Înotul a fost sportul cel mai practicat, raportat de peste o treime (35 la sută) dintre canadieni în 2023. Acesta a fost urmat îndeaproape de ciclism (33 la sută) și alergare (27 la sută). Popularitatea anumitor sporturi variază între grupurile rasializate; în general, populația născută în Canada a avut o probabilitate mai mare de a practica sporturi de iarnă, cum ar fi hocheiul pe gheață, Patinajul, schiul și Snowboardingul, comparativ cu imigranții, care au avut o probabilitate mai mare de a juca fotbal (cel mai popular sport de echipă pentru tineret), Tenis sau baschet. Sporturi precum Golful, Voleiul, Badmintonul, Bowlingul și artele marțiale sunt, de asemenea, practicate pe scară largă la nivel de tineret și amatori.
Canada a avut succes atât la Jocuri Olimpice de iarnă, cât și la Jocuri Olimpice de vară—în special la Jocurile de Iarnă, ca „națiune a sporturilor de iarnă”—și a găzduit mai multe evenimente sportive internaționale de profil înalt, cum ar fi Jocurile Olimpice de Vară din 1976, Jocurile Olimpice de Iarnă din 1988, Jocurile Olimpice de Iarnă din 2010, Cupa Mondială de Fotbal Feminin din 2015, Jocurile Pan Americane și Jocurile Parapan Americane din 2015. Țara urmează să fie co-gazdă a Cupei Mondială FIFAdin 2026, alături de Mexic și Statele Unite.